# Scandale du Watergate
Vous lisez un « article de qualité » labellisé en 2007.
Pour les articles homonymes, voir Watergate (homonymie).
Le scandale du Watergate est une affaire d'espionnage politique qui aboutit, en 1974, à la démission de Richard Nixon, alors président des États-Unis. L'affaire aux multiples ramifications commence en 1972 avec l'arrestation, à l'intérieur de l'immeuble du Watergate, de cambrioleurs dans les locaux du Parti démocrate à Washington. Les investigations menées par des journalistes et une longue enquête du Sénat américain lèvent le voile sur des pratiques illégales de grande ampleur au sein même de l'administration présidentielle.
Bien que le cambriolage semble avoir été mené par d'anciens employés de la Maison-Blanche, l'affaire ne fait, dans un premier temps, que très peu de bruit. En apparence, l'enquête du FBI ne va pas loin. Cependant, deux journalistes du Washington Post, Bob Woodward et Carl Bernstein, aidés par un mystérieux informateur surnommé Deep Throat (« gorge profonde »), publient de nombreuses révélations, en particulier sur les liens des cambrioleurs avec la présidence et sur les financements irréguliers de la campagne de Richard Nixon. Ce dernier est néanmoins confortablement réélu en novembre 1972. L'année suivante, l'obstination du juge John Sirica et la mise en place d'une commission d'enquête sénatoriale resserrent de plus en plus l'étau autour des collaborateurs du président. Une série de révélations portant sur des cas d'obstruction à la justice et d'abus de pouvoir mènent à des inculpations. Le public américain s'intéresse davantage à l'affaire avec la retransmission à la télévision des auditions du Sénat sur le Watergate. Lorsque l'existence d'un système d'écoute dans la Maison-Blanche est rendue publique, un bras de fer s'engage entre Nixon et les enquêteurs à propos de la restitution des bandes magnétiques des enregistrements. L'implication du président se précise. Quand le Congrès en vient à engager la procédure d'impeachment, visant à la destitution du chef de l'État, Nixon se résout à démissionner.
Le suffixe « -gate » est depuis lors entré dans la culture populaire, étant accolé à la dénomination de toute forme d'affaire d'État ou de scandale d'ampleur.

## Contexte

### Politique

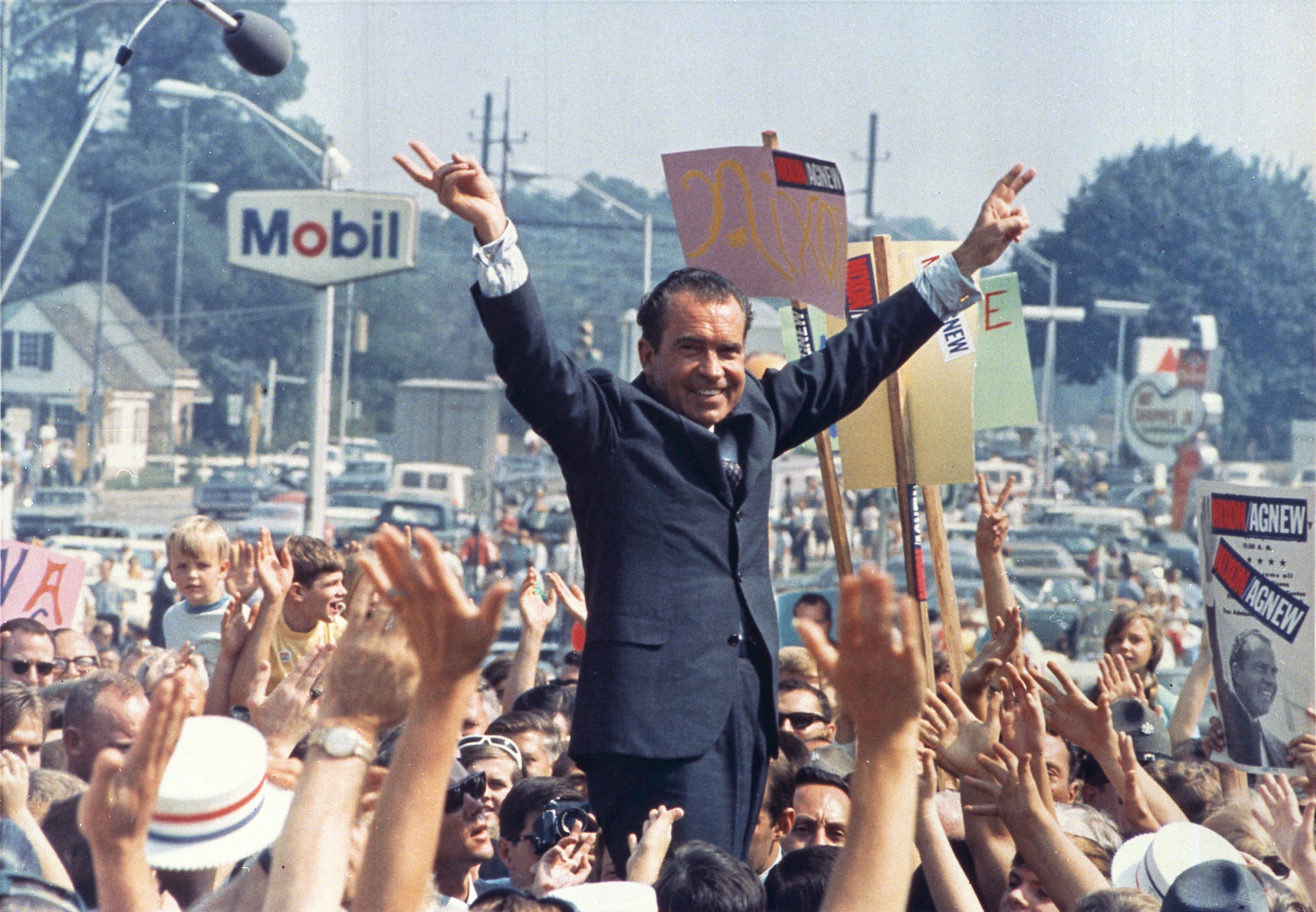
Richard Nixon lors de la campagne électorale de 1968.

L'année 1972 est une année d'élection présidentielle aux États-Unis. Dans le camp républicain, Richard Nixon se présente pour un second mandat. Élu en 1968, il avait échoué en 1960 face à John Kennedy après avoir été le vice-président de Dwight Eisenhower pendant huit ans. Nixon peut se prévaloir d'une politique étrangère inspirée par son conseiller à la sécurité nationale Henry Kissinger et menée avec succès : détente avec l'URSS (accords SALT), préparation de la « paix dans l'honneur » au Viêt Nam (concrétisée par la signature des accords de paix de Paris en janvier 1973), et rétablissement des relations diplomatiques avec la Chine lors de la visite du président à Pékin en février 1972. Cependant, Nixon est un adepte de la méthode forte pour négocier avec les communistes, et le coût en vies humaines dû à la politique menée en Asie du Sud-Est, que ce soit la poursuite des hostilités au Viêt Nam, intensément bombardé entre avril et octobre 1972, ou l'invasion du Cambodge, annoncée en 1970, suscite une agitation sans précédent parmi la jeunesse américaine, s'exprimant par des manifestations parfois violemment réprimées, comme lors de la fusillade mortelle de Kent State University.
Sur le plan intérieur, la politique de son administration se fonde sur le slogan de « la loi et l'ordre » (law and order), impliquant une justice stricte et répressive, notamment vis-à-vis des mouvements contestataires gauchistes (comme les Weathermen) ou afro-américains (comme les Black Panthers). Le Parti républicain avait subi une écrasante défaite lors de l'élection de 1964, mais son candidat d'alors, Barry Goldwater, a recentré le parti sur des valeurs plus conservatrices, qui à terme, se sont davantage ancrées dans les stratégies électorales du Parti républicain. En outre, l'instauration des Droits civiques signés par le président Johnson (Civil Rights Act en 1964 et Voting Rights Act en 1965), améliorant le statut de la minorité afro-américaine, a détourné l'électorat traditionnellement démocrate du Vieux Sud (Deep South), favorable à la ségrégation, qui a basculé du côté républicain. Ces éléments jouent en faveur du président Nixon, qui par ailleurs, à titre personnel, voue un profond mépris à l'establishment de la côte Est représenté par les universitaires de Harvard ou les Kennedy. L'élite démocrate le lui rend bien. Depuis sa victoire à l'élection sénatoriale de Californie en 1950, au terme d'une campagne virulente contre son adversaire Helen Gahagan Douglas, le surnom « Tricky Dick » (« Dick le rusé » ou « Dick le tricheur ») lui colle à la peau.
En face, le camp démocrate est affaibli par ses querelles internes. La présidence de Lyndon Johnson (1963-1969) a été marquée par la guerre du Viêt Nam ; des émeutes raciales dans les ghettos noirs ; et le projet de la Great Society, développant l'État-providence (éducation, sécurité sociale, lutte contre la pauvreté) au prix de coûteuses dépenses. En 1968, alors que Johnson a renoncé à se représenter à cause de son impopularité, quatre tendances se sont affrontées lors des primaires démocrates. Le vice-président Hubert Humphrey reçoit l'appui des syndicats et de l'appareil du parti ; Robert Kennedy séduit les minorités noire et catholique ; Eugene McCarthy porte les revendications des étudiants et des pacifistes ; et enfin George Wallace, ségrégationniste du Sud, opposé aux Droits civiques, se présente comme candidat indépendant. Robert Kennedy, parti favori, est assassiné en juin 1968, deux mois après le leader noir Martin Luther King. C'est Humphrey qui est investi au cours de la convention démocrate de Chicago en août 1968, au milieu d'affrontements entre la police et des émeutiers anti-guerre, dont les « leaders » ont été jugés au cours du procès tumultueux des Chicago Seven (mars 1969 - février 1970). Lors de l'élection présidentielle de 1968, Hubert Humphrey est battu par Nixon d'une courte tête alors que George Wallace, le troisième homme, rafle cinq États du Sud,. Par contre, le Congrès est dominé par les démocrates, majoritaires à la Chambre des représentants et au Sénat depuis 1954.
En 1972, le candidat démocrate le plus prometteur et le plus soutenu par l'appareil du parti au début de la primaire démocrate, Edmund Muskie, s'effondre, notamment des suites de mauvais coups (dirty tricks) concoctés par les hommes du président, en particulier le scandale de la Canuck Letter provoqué par une lettre livrée à la presse, un faux qui saborde la campagne de Muskie. Un autre candidat potentiel, Ted Kennedy, a quant à lui perdu toute chance de se présenter après l'accident de Chappaquiddick, en 1969, à la suite duquel il a été accusé de la responsabilité de la mort d'une collaboratrice. C'est un candidat inattendu, George McGovern, qui est investi lors de la Convention démocrate en juillet 1972 peu après la tentative de cambriolage du Watergate. Il est liberal (au sens américain, c'est-à-dire de gauche), sa popularité est palpable essentiellement dans les milieux intellectuels et étudiants, ses chances de vaincre sont donc réduites. Ses adversaires le caricaturent comme le « candidat des trois A » pour amnesty, abortion and acid (amnistie, avortement et acide). De plus, sa campagne commence mal : son candidat à la vice-présidence, Thomas Eagleton, doit renoncer lorsque la presse révèle qu'il a effectué des séjours dans des hôpitaux psychiatriques.

### Médias et renseignements

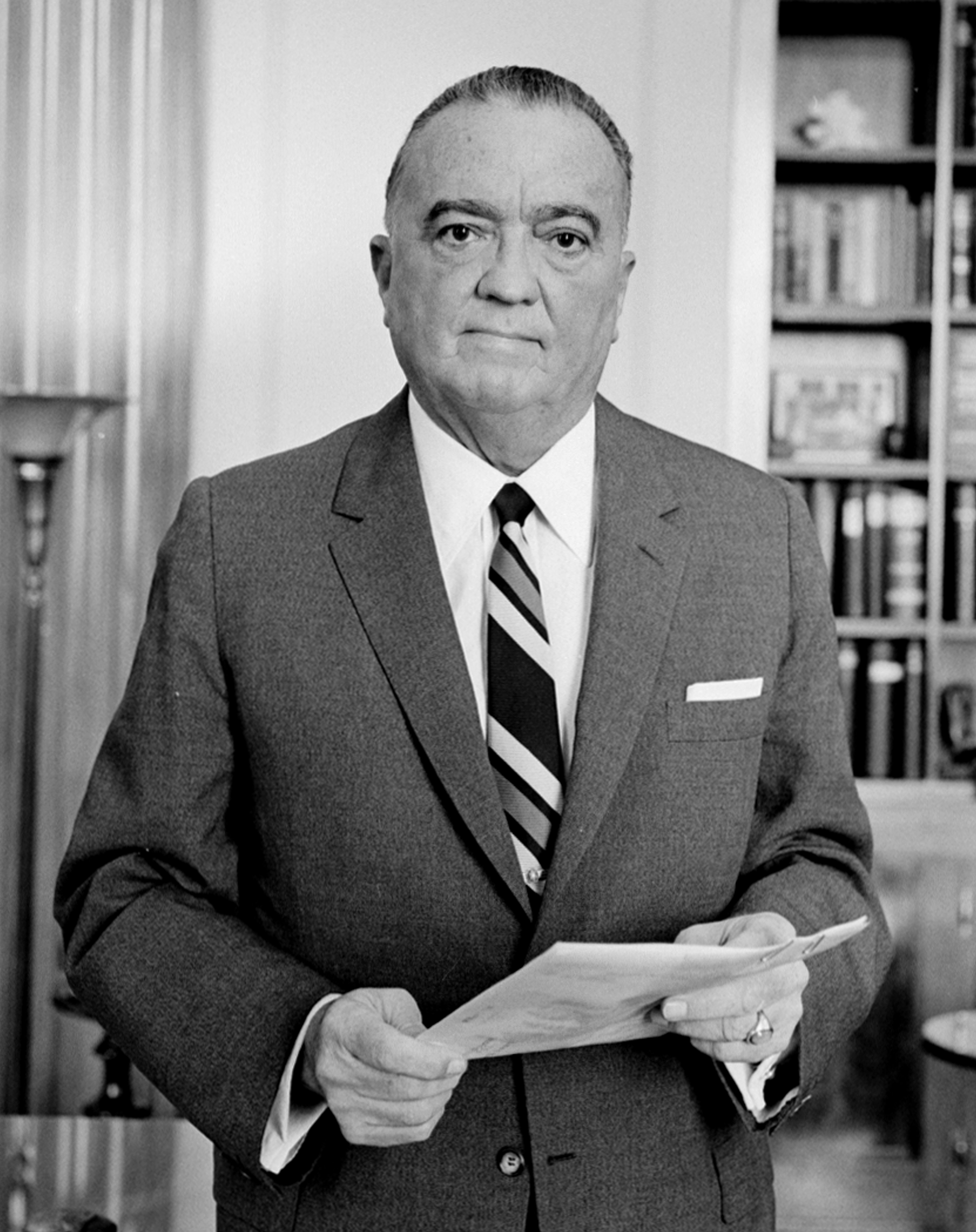
John Edgar Hoover, directeur du FBI, décédé quelques semaines avant le début de l'affaire.

En mai 1972, John Edgar Hoover, directeur du FBI, meurt. Il occupait cette fonction, dépendant du département de la Justice (équivalent du ministère de la Justice) depuis 1924, et a servi sous huit présidents. C'est lui qui a développé cette agence gouvernementale, concentré ses moyens sur la lutte contre le communisme, notamment pendant la période du maccarthysme, puis au cours du programme COINTELPRO contre les dissidents, y compris les militants des droits civiques, tandis qu'il minimisait l'existence de la mafia, et généralisait les écoutes clandestines comme moyen d'investigation ou d'espionnage,. Ce combat intransigeant contre le communisme était commun à Hoover et Nixon, qui a été, à la fin des années 1940, une figure de la Commission de la Chambre des représentants sur les activités anti-américaines, et s'est à ce titre distingué dans l'affaire Alger Hiss, haut fonctionnaire du département d'État, qui, accusé d'espionnage pour les Soviétiques, n'a pu être condamné que pour parjure en 1950. En mai 1969 (cela sera révélé lors du scandale du Watergate), Nixon et Kissinger ont mis à contribution le FBI pour enquêter de façon illégale par des écoutes clandestines sur les fuites dans la presse concernant les bombardements secrets sur le Cambodge qu'il a autorisés en février.
Depuis sa création, aux lendemains de la Seconde Guerre mondiale et dans le contexte de la guerre froide, la CIA a utilisé son savoir-faire dans plusieurs « coups », dont les plus retentissants sont réalisés dans les années 1950, lorsque Allen Dulles en est le directeur (implication dans les renversements de Mossadegh en Iran en 1953, d'Arbenz au Guatemala en 1954, de Lumumba au Congo en 1961, tentatives avortées contre Castro à Cuba…). En 1961, à la suite de l'échec du débarquement de la baie des Cochons, planifié sous la présidence Eisenhower, Dulles est démis de ses fonctions par le président John Kennedy. Son successeur est plus modéré, mais avec Richard Helms à partir de 1966, on en revient à une motivation anticommuniste plus affirmée. Avec l'arrivée au pouvoir de Nixon, la CIA intensifie son programme de surveillance (lecture du courrier, filatures, écoutes téléphoniques, etc.) de milliers de citoyens américains (Operation CHAOS), bien que toute activité de renseignement de la CIA sur le territoire américain soit interdite. Ces activités seront dévoilées au cours des investigations en 1975-1976 de la Commission Church mandatée par le Sénat.
Ces activités, quasiment inconnues du grand public américain, commencent à peine à apparaître au grand jour au début des années 1970, dans la presse, et au cours d'enquêtes, à partir de 1970, du sous-comité judiciaire des droits constitutionnels du Sénat. En juin 1971, The New York Times, puis The Washington Post, publient des extraits d'un rapport secret, les Pentagon Papers, qui lui ont été remis par Daniel Ellsberg, un expert de la RAND Corporation, think tank travaillant pour le département de la Défense. Ces documents éclaircissent les prises de décisions gouvernementales et militaires pendant la guerre du Viêt Nam, informant par exemple de la volonté du président Johnson d'intensifier le conflit alors qu'il promettait de ne pas s'y impliquer davantage. Il s'ensuit un bras de fer juridique entre le gouvernement de Nixon, qui veut interdire la diffusion d'informations confidentielles, et les deux journaux, qui obtiennent finalement gain de cause, après décision de la Cour suprême, au nom du Premier amendement de la Constitution, qui garantit la liberté de la presse.

## Déroulement

### Une affaire presque étouffée

#### Le cambriolage avorté

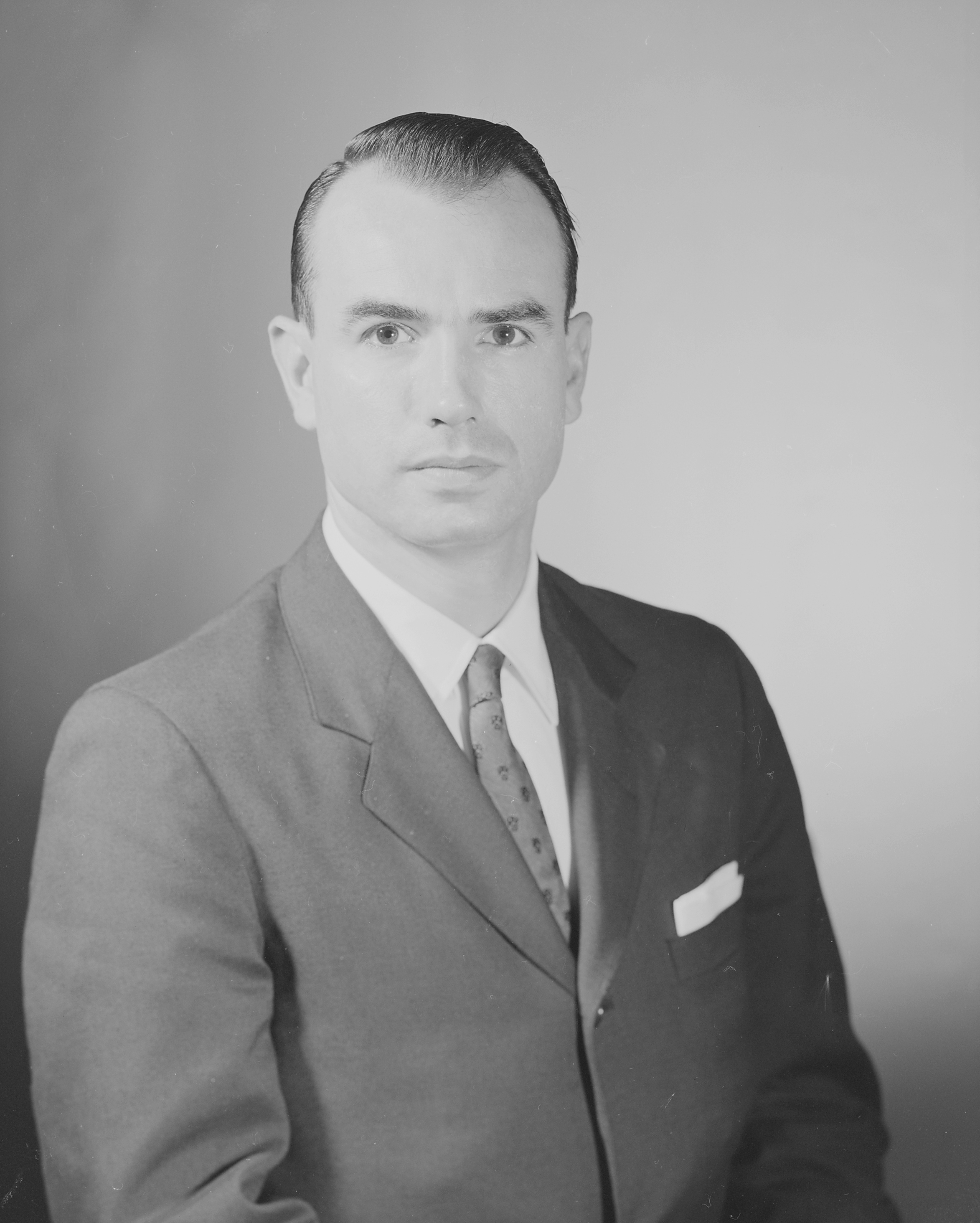
Gordon Liddy (photographié en 1964), l'un des responsables de l'équipe des cambrioleurs.

Le scandale du Watergate commence lorsque, dans la nuit du 17 juin 1972, cinq « cambrioleurs » dont trois cubains (Virgilio González (en), Eugenio Martínez (en), Bernard Barker, Frank Sturgis et James McCord), repérés par un agent de sécurité, sont arrêtés par la police dans l'immeuble du Watergate, au siège du Parti démocrate. Washington étant un district fédéral, cette affaire est sous la juridiction du FBI. Les hommes arrêtés transportaient du matériel d'écoute ; ils ressemblent plus à des agents secrets qu'à des cambrioleurs. Sur des carnets d'adresses retrouvés en leur possession, on trouve des documents impliquant un certain Howard Hunt et des numéros de téléphone de la Maison-Blanche. L'un des cambrioleurs, James McCord, attire particulièrement l'attention : c'est un colonel réserviste de l'Armée de l'air, un ancien du FBI et de la CIA, et surtout un membre du Comité pour la réélection du président (CRP), organisme chargé de financer la campagne de réélection de Nixon.
Le 20 juin, Larry O'Brien, président du Comité national démocrate, annonce lors d'une conférence de presse qu'une action en justice est engagée contre le CRP pour violation de domicile et violation de droits civiques. Il affirme que les cambrioleurs ont des liens avec des hauts-fonctionnaires de la Maison-Blanche. Un grand jury fédéral est chargé d'instruire cette affaire. L'enquête dévoile que les activités de l'un des cambrioleurs sont liées à des opérations de blanchiment d'argent par une filiale cubano-mexicaine menant au financement du CRP. Cependant, le directeur du FBI par intérim, Patrick Gray, décide de ne pas pousser plus loin cette partie de l'enquête. John Mitchell, ancien attorney general et président du CRP (démissionnaire le 30 juin) ainsi que son assistant Jeb Magruder (en) sont interrogés par les enquêteurs, de même que Gordon Liddy, un ancien agent du FBI, membre du CRP, lié à l'équipe des cambrioleurs. Il s'avère que Liddy et Hunt ont tous deux travaillé auparavant pour la Maison-Blanche sous l'administration Nixon. Quant à Mitchell, son épouse Martha communique auprès de journalistes l'implication de membres de la présidence dans des activités illégales ; ses propos sont toutefois mis sur le compte d'une maladie mentale, discrédités par Nixon et écartés (les psychiatres donneront plus tard le nom « d'effet Martha Mitchell » à ce syndrome légitime d'erreur de diagnostic psychiatrique dont Martha Mitchell fut victime).
Le 22 juin, lors d'une conférence de presse, le président Nixon évoque pour la première fois l'affaire en déclarant : « La Maison-Blanche n'est impliquée en aucune manière dans cet incident-là » (« The White House had no involvement whatever in this particular incident »). Fin août, il signale qu'une enquête interne menée par John Dean, conseiller juridique du président, a démontré qu'aucun employé de la Maison-Blanche n'est impliqué dans la tentative de cambriolage, mais cette déclaration, comme la précédente, est une invention mensongère. Bien que le Parti démocrate essaie d'en faire un argument de campagne, l'affaire intéresse très peu l'opinion publique pendant les mois qui suivent, et seuls quelques journaux en font le compte-rendu. Lors de l'élection présidentielle de novembre 1972, Richard Nixon, qui se pose en homme d'État au-dessus de la mêlée et sur le point de conclure la paix au Viêt Nam, remporte contre le démocrate George McGovern la deuxième plus écrasante victoire électorale de toute l'histoire des États-Unis, remportant 47 millions de voix contre 29. Toutefois, les républicains ne remportent pas les élections législatives, et les démocrates sont toujours majoritaires au Sénat et à la Chambre des représentants.

#### L'enquête duWashington Post
Le Washington Post est l'un des rares journaux à suivre le déroulement de l'enquête sur le cambriolage. Au cours de l'enquête, The New York Times lui emboîte le pas. Le rédacteur en chef du Washington Post, Benjamin Bradlee, met sur cette affaire deux jeunes journalistes à temps plein : Bob Woodward, ancien officier de l'US Navy jusqu'en 1970, et Carl Bernstein, qui a néanmoins déjà douze ans de journalisme dans la presse écrite derrière lui. Intrigués par de nombreux éléments, ces derniers démêlent un écheveau compliqué dont tous les fils conduisent à la Maison-Blanche à travers le Comité pour la réélection du président. Ils utilisent beaucoup le téléphone, n'hésitent pas à contacter des centaines d'interlocuteurs pour recouper leurs informations, suivant des pistes apparemment non explorées par la justice. Dès le début de l'affaire, Woodward reçoit des informations essentielles de la part de son informateur au FBI, surnommé « Gorge profonde » (Deep throat), Mark Felt. Prenant des précautions extrêmes pour rencontrer Woodward, il l'aide à décrypter les rôles des protagonistes et les enjeux, d'une façon parfois sibylline. Gorge profonde indique les éléments à creuser, mais oriente les journalistes plus qu'il ne les guide, par exemple sur la piste de l'argent, résumé par cette formule : « Suivez l'argent » (« Follow the money »). Ce n'est qu'en 2005, un peu avant sa mort, que Mark Felt, no 2 du FBI au moment des faits, révèlera être ce mystérieux informateur.
Rapidement, des sources policières les informent que les hommes arrêtés au Watergate venaient de Miami, étaient équipés pour mener une opération d'espionnage et disposaient de milliers de dollars en cash. Les journalistes ne se contentent donc pas des explications de la Maison-Blanche, selon laquelle cet incident est « une tentative de cambriolage de troisième catégorie ». Dès le lendemain de l'arrestation, Woodward découvre les liens entre les cambrioleurs, Hunt, la CIA et l'administration Nixon : un coup de fil à la Maison-Blanche lui apprend que Hunt a travaillé pour Charles Colson, conseiller spécial du président. Dans les jours qui suivent, Woodward et Bernstein apprennent que trois des hommes arrêtés étaient à Washington trois semaines plus tôt lorsque les bureaux d'avocats démocrates de renom ont été cambriolés, que McCord avait fait une demande de carte de presse universitaire donnant accès à la convention démocrate, que Hunt a créé 150 comités électoraux fantômes pour canaliser des millions de dollars de contributions secrètes, et d'autres faits troublants.

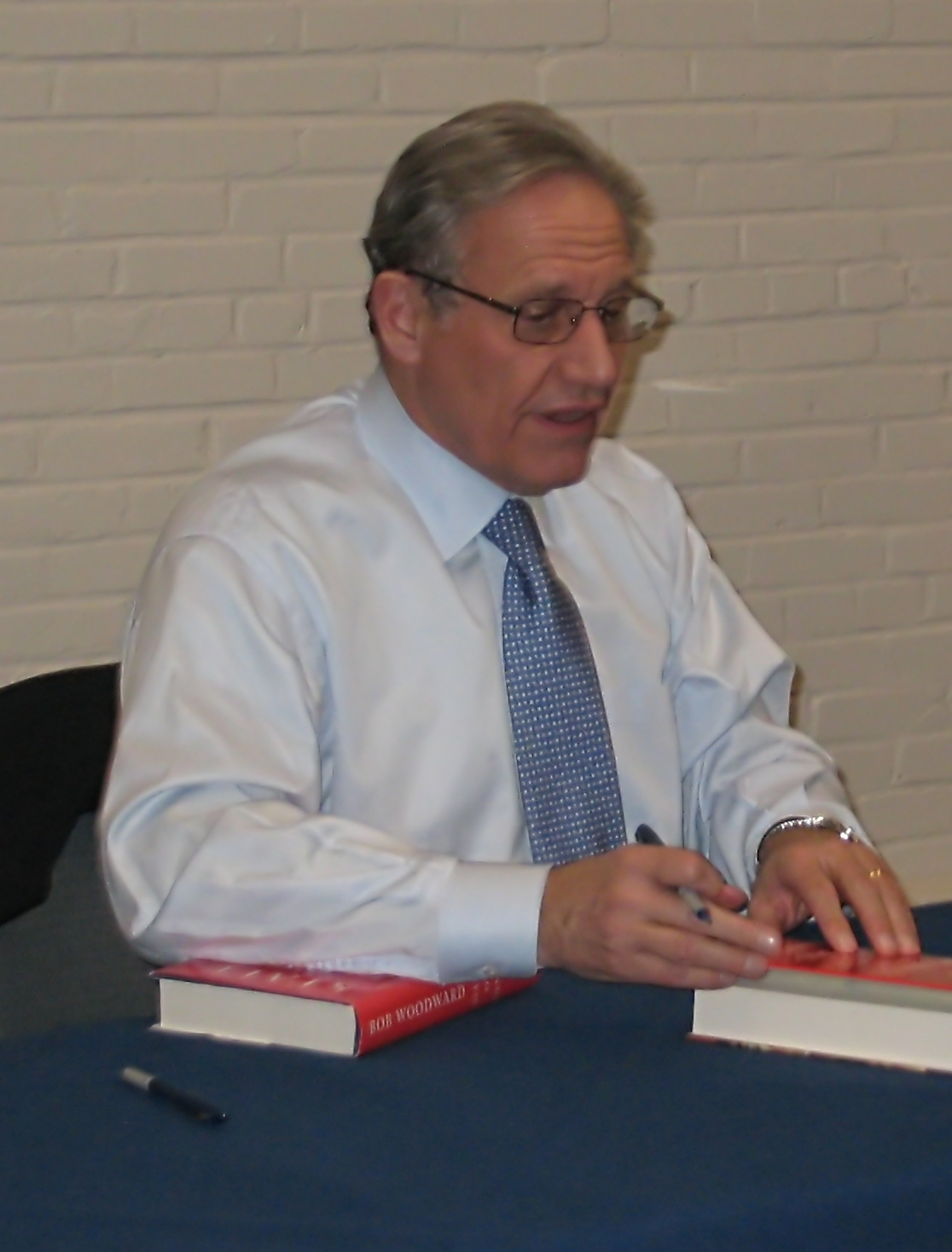
Bob Woodward en 2007.

Alors que l'enquête semble piétiner courant juillet, le New York Times publie un article affirmant que l'un des cambrioleurs, Bernard Barker, a téléphoné plusieurs fois à Gordon Liddy la veille de l'effraction au Watergate. Bernstein se fait confirmer cette information par un de ses contacts à la compagnie de téléphone Bell, qui lui indique que le registre des appels a été réquisitionné par le procureur local de Miami, qui mène son enquête pour savoir si les cambrioleurs ont contrevenu aux lois de l'État de Floride. En appelant ce dernier, il apprend que plus de 100 000 dollars provenant d'une banque mexicaine ont transité par le compte bancaire de Barker à Miami. Le Times publie cette information alors que Bernstein se rend à Miami pour approfondir son investigation. Les éléments qu'il recueille lui permettent de savoir que l'un des chèques déposés sur le compte de Barker a été signé par l'un des dirigeants de l'équipe de campagne de Nixon en 1968. Le Washington Post fait part de ces découvertes dans son édition du 1er août en ajoutant, après avoir appelé l'émetteur du chèque, que celui-ci a été remis à Maurice Stans, ancien secrétaire du Commerce, et directeur financier du CRP.
Peu après l'inculpation, le 15 septembre, des cambrioleurs, de Hunt et de Liddy, le Washington Post soutient dans un article : « En dépit de tous les efforts de l'administration et du comité de campagne de Nixon pour accumuler les couvercles sur ce tas de saletés, toute cette affaire pue. » Woodward et Bernstein essaient d'en savoir plus notamment auprès de divers employés du CRP, malgré leurs réticences à parler. Les deux journalistes ont élargi l'angle de leurs recherches en considérant que le Watergate n'est qu'une opération clandestine parmi d'autres. Le 29 septembre, ils écrivent que Mitchell, lorsqu'il était attorney general, contrôlait un fonds secret dédié au financement d'opérations contre les démocrates. Le 10 octobre, ils citent un rapport du FBI, selon lequel le Watergate fait partie « d'une campagne massive d'espionnage et de sabotage politique dirigée par des hauts-fonctionnaires de la Maison-Blanche et du CRP ». En outre, les journalistes indiquent que le budget de ces opérations était contrôlé par Mitchell et ses subordonnés.
Six jours plus tard, le Washington Post poursuit ses révélations en affirmant que Herb Kalmbach, l'avocat personnel de Richard Nixon, a financé plusieurs opérations d'espionnage et de sabotage contre des candidats démocrates. Par ailleurs, écrivent les journalistes, Donald Segretti, un jeune avocat californien qui a participé à ces opérations, a avoué aux enquêteurs qu'il en faisait le rapport aux assistants de Bob Haldeman, chef de cabinet de la Maison-Blanche. Bernstein a appris que Segretti menait entre 1971 et 1972 des actions consistant à infiltrer et désorganiser le camp démocrate en diffusant de fausses nouvelles, et qu'il est à l'origine de la Canuck Letter qui a coûté à Edmund Muskie l'investiture démocrate.
Le 25 octobre, c'est au tour de Haldeman d'être cité comme utilisateur de fonds secrets au nom du président pour organiser des activités illégales. Toutefois, bien que cette assertion soit confirmée plus tard, elle est prématurée à ce moment-là, aucune déposition dans l'enquête en cours n'ayant formellement mis en cause Haldeman. Le Washington Post essuie une avalanche d'attaques verbales féroces de la part des partisans de Nixon. Le porte-parole de la Maison-Blanche Ron Ziegler qualifie les enquêtes de Woodward et Bernstein de « journalisme de camelote », et accuse le journal de « tentative d'assassinat politique ».
Malgré tout, Woodward et Bernstein (surnommés Woodstein), à force d'opiniâtreté, suivis par d'autres confrères, parviennent à éclairer l'affaire, avant qu'elle soit traitée par la justice américaine, puis par une commission d'enquête sénatoriale indépendante. C'est l'un des cas les plus évidents, dans l'histoire américaine, de l'influence du « quatrième pouvoir », et une référence pour le journalisme d'investigation. En 1973, Woodward et Bernstein reçoivent le prix Pulitzer pour leurs investigations sur l'affaire du Watergate. Mais pour l'heure, en cette fin d'année 1972, ces révélations n'ont pas ou peu d'écho, et n'empêchent nullement la réélection triomphale de Nixon en novembre. Cependant, la presse nationale est bien plus critique envers Nixon lorsque, peu après son élection, des fuites indiquent que ce dernier a pour projet de réformer radicalement l'administration et le fonctionnement du Congrès, ce qui aurait pour conséquence un affermissement du pouvoir de l'exécutif aux dépens du législatif. En décembre, alors que les négociations à Paris avec les Nord-Vietnamiens piétinent, les bombardements massifs de Hanoï et Haiphong, qualifiés de « tactique de l'âge de pierre », suscitent également de vives réprobations.
Influence du Washington Post
L'historien expert de l'affaire du Watergate, Stanley Kutler, estime que sur plus de 430 journalistes présents à Washington à cette époque, seulement quinze ont travaillé exclusivement sur le scandale du Watergate . Une analyse conduite par le professeur Liebovich de l'université de l'Illinois souligne que six mois après l'entrée par effraction dans les bureaux démocrates, le Washington Post avait publié plus de 200 articles sur le scandale du Watergate, contre une centaine pour le  New York Times, l'un de ses principaux rivaux. Liebovich note également que cette affaire fait souvent la une du Post alors que les autres journaux la traitent très peu. Le manque de couverture médiatique du Watergate par les autres journaux peut s'expliquer ainsi : à l'époque, les articles du Post sont plus souvent de nature inquisitrice, ce qui permet de révéler les affaires secrètes de l'administration présidentielle. Les articles publiés montrent une plus grande indépendance vis-à-vis du pouvoir politique : n'ayant à cette époque pas peur des réactions des entités politiques telles que l'administration Nixon, le Post jouit d'une plus grande autonomie et d'une plus grande liberté par rapport ses concurrents. Le New York Times préfère à l'inverse se concentrer sur des faits divers et ainsi se protéger des répercussions que peut engendrer une attaque contre un personnage influent comme le président, lequel exerce d'importantes pressions sur les médias, ayant entre autres le pouvoir de retarder le renouvellement des licences de station de télévision. Aussi, si des journaux moins diffusés comme le Los Angeles Times tentent de relayer des informations relatives au scandale naissant du Watergate, ceux-ci n'ont pas la même influence que le Washington Post et ne captivent pas autant le lectorat. Marvin Kalb, correspondant pour CBC News pendant trente ans à Washington, ajoute que le Post est à l'époque le cœur et l'âme du journalisme pour plusieurs millions de citoyens américains. Le journal est ainsi considéré comme un trésor national pour ces individus attachés à une information libre et objective.
Influence de Nixon
L'administration de Nixon aurait menacé les journalistes du Washington Post, ces attaques allant jusqu'à viser la vie personnelle de ces journalistes : en effet, certaines intimidations faisaient allusion à leur orientation sexuelle. Un an après la démission du président Nixon, il a été confirmé qu'il avait ordonné à l'un de ses employés de faire passer le journaliste Jack Anderson pour homosexuel et que deux employés dans son administration avaient cherché un moyen d'emprisonner un autre journaliste. Nixon a donc employé des techniques d'intimidation dans le but de contrôler la presse et ainsi conserver une image médiatique positive. Il a de plus mis sur écoute plusieurs journalistes et fait vérifier leurs déclarations de revenus afin de les déstabiliser. Plus de cinquante journalistes, dont Marvin Kalb, correspondant pour CBC News pendant 30 ans à Washington, étaient sur une liste noire qui les déclarait ennemis de la Maison-Blanche. La fonction de cette liste, selon les experts en science politique, était pour Nixon d'utiliser le gouvernement fédéral afin de ruiner la crédibilité des personnes qui y figuraient et de rendre leur vie plus difficile. Ces personnes étaient souvent, outre des adversaires politiques, des critiques virulents du président Nixon. Cette liste confirme que l'administration Nixon a utilisé la présidence à des fins malhonnêtes et politiques. Par exemple, le président pouvait exercer des pressions sur des médias qui lui étaient défavorables. Il pouvait ainsi retarder le renouvellement des licences de station de télévision afin d'obtenir leur conformité et contrôler l'image de son administration.
Influence du Watergate sur le journalisme
Quinze journalistes se sont consacrés exclusivement au scandale du Watergate entre 1972 et 1974. De nombreux journaux ont commencé à traiter de l'affaire une fois les premières preuves de l'effraction dans les bureaux démocrates décelées par le Congrès américain. Plusieurs journalistes déclarent regretter ne pas avoir écrit ou fait allusion à l'affaire plus tôt. Après le scandale, on assiste ainsi à une transformation de la couverture médiatique de la Maison-Blanche, qui se fait beaucoup plus agressive. La relation entre les acteurs politiques et les médias évolue, et désormais les journalistes sont moins hésitants à se lancer dans des investigations approfondies, ne voulant pas répéter les erreurs de leurs prédécesseurs lors du Watergate. Ainsi, l'organisation à but non lucratif Investigative Reporters and Editors (en), fondée un an après la démission de Nixon, fédère 5 000 membres qui reçoivent régulièrement des formations aux techniques d'enquête et utilisent des bases de données informatiques pour travailler sous couverture, engendrant de la défiance de la part des politiciens envers les médias. L'affaire du Watergate aurait donc permis le développement d'une approche plus critique dans le journalisme d'enquête, mais aurait aussi contribué à dégrader les relations entre les médias et les hommes politiques.

### La Justice et le Congrès s'impliquent

#### Le procès des cambrioleurs
L'ouverture du procès des sept inculpés est fixée au 8 janvier 1973. Entre-temps, en décembre, Hugh Sloan, trésorier du Comité pour la réélection du président, confirme le lien entre les contributions illégales et la tentative de cambriolage du Watergate, tandis que le Washington Post publie l'interview d'une ancienne secrétaire de la Maison-Blanche révélant l'existence de ce que l'on appellera plus tard le « groupe des plombiers » (Un « plombier » dans le contexte de l'espionnage peut se référer à un professionnel spécialisé dans l'installation et la maintenance des systèmes de surveillance, tels que les dispositifs d'écoute ou de caméras cachées. C'est souvent une couverture utilisée par les agents secrets pour mener des opérations discrètes), une unité chargée d'opérations clandestines pour le compte de la présidence, et auxquels appartiennent Howard Hunt et Gordon Liddy.
Le juge du district de Columbia, John Sirica, réputé républicain et sévère, préside le procès des cinq cambrioleurs, ainsi que celui de leurs chefs, Hunt et Liddy. Ce que ne savent pas le jury et la presse, c'est qu'ils sont convenus, avec John Dean et Charles Colson, conseillers de Nixon, de plaider coupables, afin de couper court à un procès potentiellement explosif. En contrepartie, ils reçoivent la promesse de compensations financières et d'une amnistie. Néanmoins, Hunt et McCord montrent des signes de fébrilité, le premier reprochant à Colson de ne pas procurer un soutien financier suffisant, et le second supportant mal l'idée d'aller en prison alors que les vrais responsables ne sont pas inquiétés. Hunt, Barker, Sturgis, González et Martínez plaident coupables et sont libérés sous caution. Le procès se poursuit avec Liddy et McCord, mais ceux-ci restent rigoureusement mutiques. Le 30 janvier, le jury les reconnaît coupables et ils sont à leur tour libérés sous caution en attendant l'audience de condamnation fixée au 23 mars. Irrité par l'attitude des inculpés, le juge Sirica commente : « Je n'ai toujours pas la conviction que les faits pertinents qui auraient pu être rassemblés ont été soumis au jury. ».
Une semaine auparavant, l'accord de cessez-le-feu au Viêt Nam était enfin signé à Paris. Nixon est alors au faîte de sa popularité. Mais bientôt, un coup de tonnerre va marquer un tournant dans l'affaire, la transformant en scandale national. L'un des accusés, James McCord, écrit au juge Sirica une lettre dans laquelle il affirme s'être parjuré devant le tribunal à cause de pressions émanant de la Maison-Blanche, et indique que de hauts responsables sont impliqués. Sirica rend publique cette lettre le jour de l'audience du 23 mars. Le juge disjoint son cas de celui des autres inculpés auxquels il inflige des peines très lourdes (mais non définitives) : 35 ans de prison pour Hunt, 20 ans pour Liddy, 4 ans pour les autres. Il s'agit clairement de les inciter à parler en échange de condamnations plus légères. « Si vous décidez de parler librement, j'en tiendrai compte en fixant la peine qui sera finalement imposée à chacun de vous », leur dit-il.

#### La commission d'enquête sénatoriale

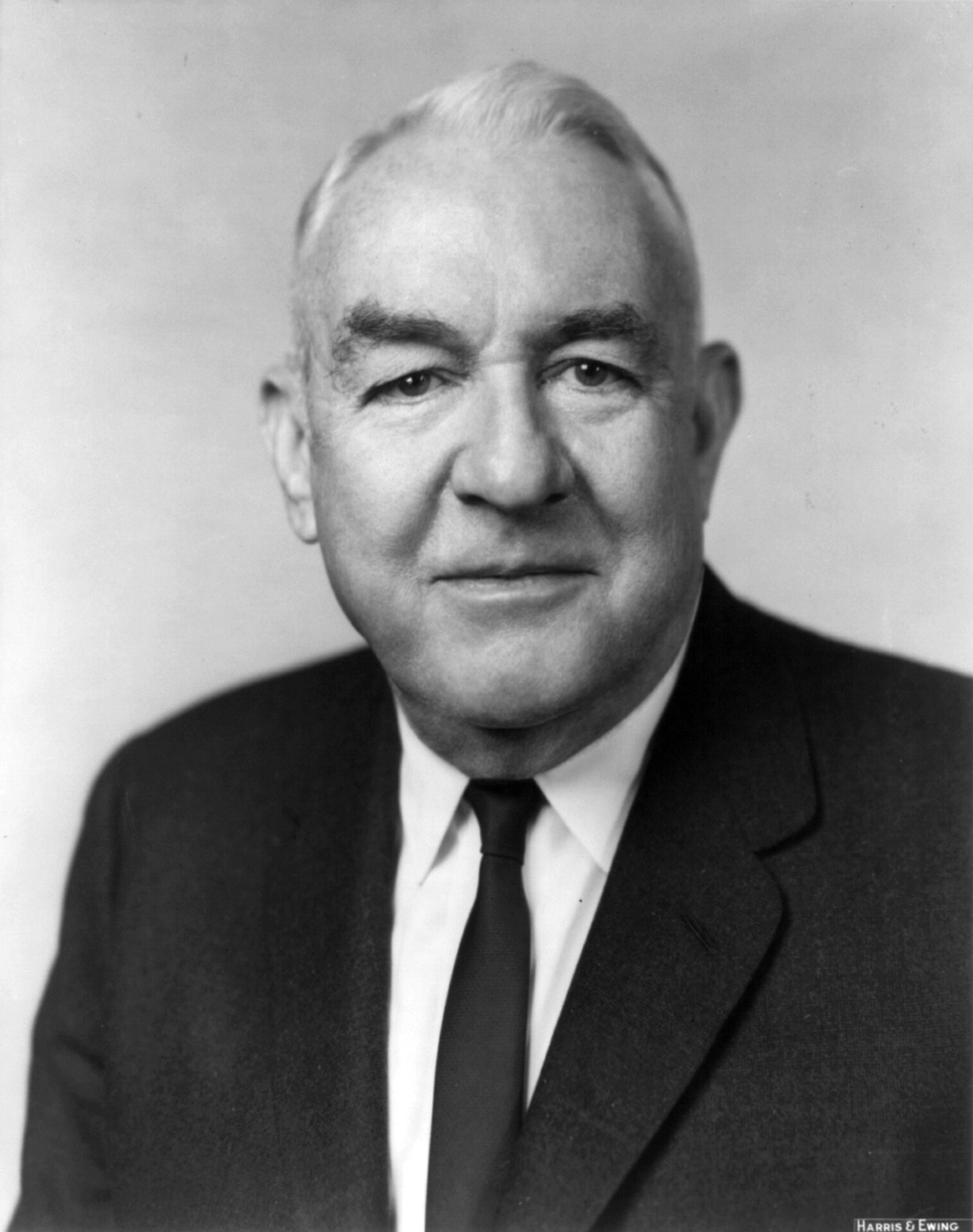
Sam Ervin, président de la commission sénatoriale.

Dès la mi-janvier 1973, sur proposition de Ted Kennedy, la majorité démocrate du Sénat décide de créer une commission d'enquête parlementaire sur les abus commis par les républicains lors de la campagne électorale de 1972 (une loi règlementant ces financements avait été adoptée en 1971). La commission sénatoriale, dirigée par Sam Ervin, sénateur démocrate de Caroline du Nord, est mise en place le 7 février sous le nom de Select Committee on Presidential Campaign Activities, avec les démocrates Herman Talmadge (Géorgie), Joseph Montoya (Nouveau-Mexique), Daniel Inouye (Hawaï), et les républicains Howard Baker (Tennessee), Edward Gurney (Floride), et Lowell Weicker (Connecticut). Ils sont assistés par les conseillers Sam Dash (démocrate) et Fred Thompson (républicain). La commission d'enquête sénatoriale peut mettre en œuvre des subpoena, c'est-à-dire des citations à comparaître, qui peuvent éventuellement déboucher sur des poursuites par une juridiction en cas de parjure devant la commission d'enquête, ou si un quelconque acte illégal est révélé. Elle peut également exercer un droit de réquisition pour obtenir des dossiers et des documents. Les premières audiences commencent le 17 mars 1973.
Bien qu'il se dise prêt à coopérer, Nixon ne tarde pas, au nom de la séparation des pouvoirs et de la protection de la sécurité nationale, à opposer à la commission sénatoriale le « privilège de l'exécutif ». En clair, il se réserve le droit de refuser l'autorisation d'interroger tel ou tel membre de la Maison-Blanche. Cette conception des principes constitutionnels annonce un bras de fer entre la présidence et le Congrès. Le 12 mars, Nixon déclare qu'il n'a pas d'explication à donner quant à l'utilisation de ce privilège. Sam Ervin rétorque aussitôt qu'il n'hésitera pas à demander l'arrestation pour outrage au Congrès de tout membre de la Maison-Blanche qui refuserait de comparaître devant la commission, et il ajoute : « Je maintiens que ce privilège ne peut être invoqué pour couvrir des méfaits ». Les grands médias abondent dans son sens. Lors de la conférence de presse du 15 mars, pour la première fois, Nixon est assailli de questions sur le Watergate, mais il campe sur ses positions.
Parallèlement, à partir du 28 février, le Sénat auditionne le directeur du FBI Patrick Gray, qui depuis le décès d'Edgar Hoover en mai 1972, n'a pas été confirmé définitivement à son poste comme le souhaite Nixon. Pour cela, son passage devant la commission judiciaire du Sénat (distincte de celle qui enquête sur le Watergate) est obligatoire, et les sénateurs prévoient d’agir avec fermeté à propos de la façon dont le FBI a mené l'enquête sur le Watergate. Dès la première audition, Gray admet avoir transmis 82 procès-verbaux d'enquête à John Dean, le conseiller juridique du président. Par ailleurs, le 6 février, Gray fournit aux sénateurs des documents qui confirment les thèses du Washington Post sur la rémunération par Herb Kalmbach des opérations de sabotage politique de Donald Segretti. Au cours des quatre semaines d'audition, Gray transmet d'autres informations embarrassantes, comme le fait que Dean a été présent lors des interrogatoires de membres du CRP, ou encore qu'il a probablement menti au FBI en affirmant qu'Hunt n'avait jamais eu de bureau à la Maison-Blanche. Les sénateurs démocrates s'inquiètent de l'indépendance du FBI, et le démocrate Robert Byrd va jusqu'à déclarer : « La politisation du FBI équivaut à organiser une Gestapo américaine ». La commission sénatoriale souhaite en conséquence interroger John Dean, mais Nixon s'y oppose au nom du privilège de l'exécutif. En réponse, les sénateurs refusent de se prononcer sur la nomination de Gray tant que Dean n'a pas comparu devant eux. Nixon renonce alors à la nomination de Gray.
Le 28 mars, James McCord est auditionné à huis clos par la commission sénatoriale sur le Watergate. Elle obtient la confirmation que le Watergate n'était qu'un élément d'une vaste opération d'espionnage politique dirigée depuis la Maison-Blanche. Quelques jours plus tard, Bob Haldeman est mis en cause. Des leaders républicains, comme Barry Goldwater, George H. W. Bush ou Gerald Ford, commencent à exprimer publiquement leur inquiétude.

### Révélations et démissions en cascade
La commission sénatoriale conclut, au cours d'une instruction qui dure près d'un an et demi (mars 1973-juillet 1974), que certains proches de Richard Nixon ont été coupables entre autres d'obstructions à la justice, de faux témoignages, d'écoutes clandestines (dont le but est d'espionner des adversaires politiques ou de connaître l'origine et le contenu d'éventuelles fuites) et de détournements de fonds. L'enquête démontre que ce type de pratiques, qualifiées de dirty tricks (« coups bas ») ou de mindfucking (« retournement de cerveau »), n'est pas isolé mais organisé en système. Au cours de l'enquête, trois témoignages successifs marquent de grands tournants dans le scandale. Le premier a été celui de James McCord, le cambrioleur et ancien de la CIA, qui a révélé l'existence d'une équipe d'espions au service de la Maison-Blanche. Le deuxième est celui de John Dean, le conseiller juridique de la présidence, qui révèle en juin que les conspirations se sont tramées dans le Bureau ovale. Le troisième est celui d'Alexander Butterfield, haut fonctionnaire de la Maison-Blanche, qui révèle en juillet qu'un système d'écoute secret pourrait permettre d'en savoir plus.

#### Les responsables avouent
Le 14 avril, John Dean et Jeb Magruder (en) commencent à parler devant le grand jury fédéral, dans le cadre du procès des cambrioleurs. Leurs déclarations sont compromettantes pour John Mitchell (ancien président du CRP), Bob Haldeman (chef de cabinet de Nixon) et John Ehrlichman (conseiller aux affaires intérieures de Nixon). L'étau se resserre et la tension ne cesse de monter à la Maison-Blanche, où les informations sur le procès remontent via l’attorney general Richard Kleindienst. Nixon hésite sur la stratégie à adopter et sur les personnes qu'il convient de sacrifier pour éviter que la situation n'empire ; il s'empêtre de plus en plus dans les contradictions de ses mensonges. Le 17 avril, il consent enfin à ce que ses conseillers puissent être auditionnés par la commission sénatoriale sur le Watergate. Dean envoie alors un communiqué de presse de son propre chef : « Je ne veux pas devenir le bouc émissaire de l'affaire du Watergate », écrit-il. Dans les coulisses, Nixon a tenté de faire rédiger par Dean un pseudo-rapport de l'enquête interne que le président a évoqué mais qui n'avait jamais existé, ce qui aurait compromis plus gravement son conseiller juridique.
Howard Hunt se met lui aussi à parler. Il raconte ainsi que la première « équipe de plombiers » de la Maison-Blanche (dirigée par Egil Krogh, un ancien assistant d'Ehrlichman), a cambriolé, en septembre 1971, le bureau du psychiatre de Daniel Ellsberg. Ce dernier est alors en cours de jugement à Los Angeles, accusé par le gouvernement de vol et de conspiration dans l'affaire des Pentagon Papers. Ces éléments sont portés à la connaissance de la défense d'Ellsberg le 26 avril. Plus tard, le FBI admet que l'inculpation d'Ellsberg a pu être obtenue grâce à des écoutes téléphoniques illégales. Le juge de Los Angeles estime que la violation des droits du prévenu rend impossible la poursuite du procès, et toutes les charges contre Ellsberg sont abandonnées le 11 mai. Les enquêteurs déterminent par ailleurs que la première « équipe des plombiers » a été, lors de l'accident de Chappaquiddick en 1969, immédiatement dépêchée sur place pour enquêter sur les déboires de Ted Kennedy.
Le 27 avril, le directeur du FBI par intérim Patrick Gray démissionne, après avoir admis qu'il a détruit des documents compromettants provenant du coffre-fort de Howard Hunt à la Maison-Blanche, qui lui ont été remis par John Dean peu après l'arrestation du Watergate. D'après lui, ces documents comprenaient de faux câbles diplomatiques fabriqués par le conseiller spécial Charles Colson, destinés à faire croire à la complicité de John Kennedy dans l'assassinat en 1963 du président sud-vietnamien Ngô Đình Diệm.

#### La garde rapprochée tombe

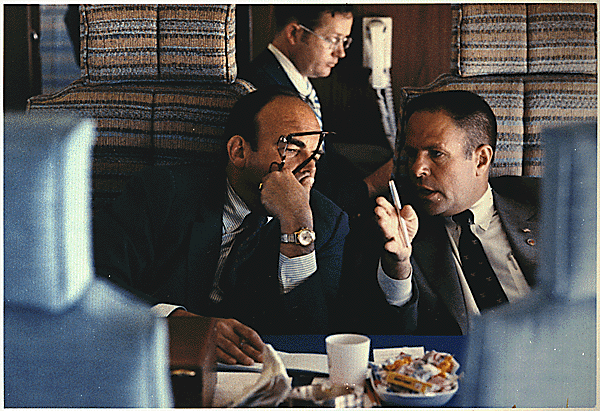
Ehrlichman et Haldeman, peu avant leur démission en avril 1973.

Le 30 avril, Bob Haldeman et John Ehrlichman démissionnent, à la demande du président. Ils étaient surnommés ensemble « le mur de Berlin », à cause de leur tendance à faire barrage autour du président en écartant des collaborateurs ou visiteurs. Ils étaient les deux principaux conseillers de Nixon ; Haldeman était son collaborateur depuis 1952 et aime à dire de lui-même qu'il est « le salopard du président » (« the President's son of a bitch »),.
Le même jour, l’attorney general Richard Kleindienst démissionne également, à cause de ses liens personnels avec certains acteurs impliqués dans l'affaire, et est remplacé par le secrétaire à la Défense Elliot Richardson. Le soir-même, dans un discours à la télévision, Nixon assure que toute la lumière sera faite sur l'affaire du Watergate, et que la loi sera modifiée pour prévenir tout abus dans le financement des campagnes électorales. Il fait l'éloge de Haldeman et Ehrlichman, mais n'en dit pas autant sur John Dean, dont il annonce la démission sans que l'intéressé ne soit au courant.
Le lendemain, le porte-parole de la Maison-Blanche, Ron Ziegler, présente ses excuses au Washington Post, à Woodward et à Bernstein, en reconnaissant ses « emportements dans [ses] commentaires » à leur égard les mois précédents. En dépit de ces gestes de contrition, l'intervention télévisée du président n'a pas eu l'effet escompté. Pour la première fois, des voix commencent à évoquer l'éventualité de l'impeachment, la procédure de destitution du président, qui depuis janvier a perdu 20 points dans les sondages.
Dans les jours qui suivent, les révélations s'enchaînent devant la commission sénatoriale sur le Watergate. Richard Helms, ancien directeur de la CIA jusqu'en février 1973, raconte comment Haldeman et Ehrlichman ont exercé des pressions en juin 1972 pour que la CIA incite le FBI à arrêter l'enquête sur la tentative de cambriolage, ce à quoi Helms s'est montré réticent. D'autres dirigeants de la CIA expliquent qu'Ehrlichman a demandé l'assistance technique de la CIA pour certains coups de l'« équipe des plombiers ».
Herb Kalmbach, l'avocat de Nixon, reconnaît avoir détruit toute trace de contributions de campagne irrégulières pour un montant de 20 millions de dollars. Hugh Sloan (en), l'ancien trésorier du Comité pour la réélection du président, avoue pour sa part avoir effacé les preuves de 2 millions de dollars de contributions en liquide destinés à financer des opérations clandestines. Pendant ce temps, à New York, John Mitchell et Maurice Stans, le principal collecteur de fonds pour Nixon, sont inculpés devant un jury fédéral, accusés de fausses déclarations dans une enquête sur les relations financières du CRP avec Robert Vesco (en), homme d'affaires véreux et fugitif au Costa Rica.
De son côté, John Dean remet au juge John Sirica des documents confidentiels, dont une copie du plan Huston. Ce plan a été conçu en 1970 par Tom Huston, jeune militant conservateur chargé, par Haldeman et Ehrlichman, d'animer, à la Maison-Blanche, un Comité de coordination de la Sécurité. Huston a proposé un plan de lutte contre les mouvements dissidents à l'aide de pratiques d'espionnage intérieur qui ne s'encombraient pas de mandats de la Justice. Ces méthodes incluent la surveillance électronique, l'ouverture du courrier, les effractions, le vol de documents, etc. Face aux objections du FBI, et en particulier de John Edgar Hoover, le plan n'a pas été adopté officiellement mais néanmoins appliqué en pratique. Cette coopération de Dean avec la Justice est considérée à la Maison-Blanche comme une trahison.

#### Les dispositifs de l'accusation prennent de l'ampleur
À partir du 17 mai, les audiences de la commission sénatoriale sur le Watergate se déroulent en public, et sont retransmises par la télévision en direct dans des dizaines de millions de foyers américains sous l'appellation de Watergate Hearings. L'opinion publique commence alors à se passionner pour les multiples rebondissements qui se succèdent et qui révèlent un aspect inconnu des pratiques de l'institution suprême considérée jusqu'alors avec une certaine révérence. Le président de la commission Sam Ervin devient rapidement un personnage populaire par sa façon rusée de pousser les témoins dans leurs retranchements, et de déjouer les manœuvres de leurs avocats.
Le 18 mai, le procureur général des États-Unis fraîchement promu Elliot Richardson, malgré les réticences de Nixon, nomme un procureur spécial indépendant pour enquêter sur le Watergate. Archibald Cox, ancien no 3 du département de la Justice sous Kennedy, accepte ce poste le 18 mai 1973. Sa mission inclut les enquêtes sur l'affaire du Watergate et les tentatives pour l'étouffer (le cover up (en)), sur l'ensemble des activités de l'« équipe des plombiers », et sur le financement du Comité pour la réélection du président.
Nixon tente désespérément de redorer son image par une campagne de communication. Le 22 mai, il fait distribuer une déclaration dans laquelle il tente de justifier les activités illégales qui ont été commises en son nom, en affirmant qu'elles l'ont été à son insu, qu'il s'agissait de lutter contre le climat insurrectionnel et contre les fuites menaçant la sécurité nationale. Deux jours plus tard, il préside une gigantesque cérémonie en l'honneur des prisonniers de guerre rentrés du Nord-Viêt Nam. Il souhaite également se défendre en accusant les démocrates d'avoir fait pire quand ils étaient au pouvoir, mais ses nouveaux conseillers sont moins réceptifs que leurs prédécesseurs à ce type de méthode.

#### John Dean charge le président

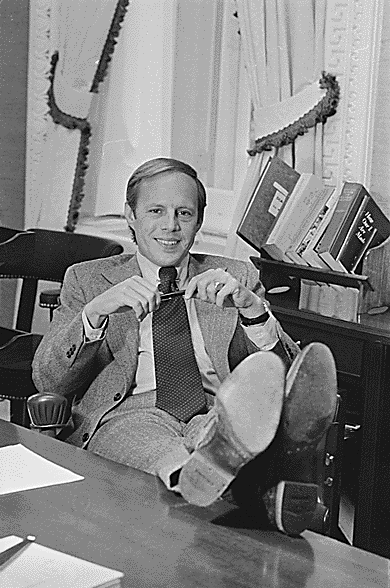
John Dean en mai 1972.

Le 3 juin, le Washington Post rapporte que John Dean a l'intention de témoigner sous serment devant la commission Ervin. Outre les membres de l'administration Nixon (Mitchell, Haldeman, Ehrlichman, Colson), il mettra directement en cause le président. Effectivement, les jours suivants, Dean dit devant les caméras des Watergate Hearings que plusieurs réunions ont eu lieu entre Nixon, Haldeman et Ehrlichman, pour gérer l'étouffement de l'affaire du Watergate. Ils ont ainsi discuté des sommes devant être payées pour inciter au silence les « plombiers » arrêtés, et de la possibilité de leur promettre un pardon présidentiel après leur condamnation. De plus, Dean affirme que le président a voulu lui faire signer une lettre de démission dans laquelle il aurait reconnu sa responsabilité dans ces agissements.
John Dean transmet également la copie d'une liste noire d'ennemis, compilée par Charles Colson, conseiller spécial du président, qui a déjà démissionné, plus discrètement, le 10 mars. Cette liste informelle mise à jour régulièrement regroupait le nom de plus de 200 personnalités et organisations américaines considérées comme des adversaires politiques auxquels un traitement particulier devait être réservé. Même si aucun cas concret de persécution n'a été confirmé, cette liste a donné lieu à des soupçons d'utilisation irrégulières des services fiscaux et des écoutes téléphoniques dans le but d'exercer une rétorsion.
Publiée par The New York Times le 28 juin, la liste d'ennemis comprend les noms d'hommes politiques tels que les sénateurs Ted Kennedy, Edmund Muskie, George McGovern, Walter Mondale, J. William Fulbright, William Proxmire, les douze membres afro-américains de la Chambre des représentants, les anciens ministres Robert McNamara et Ramsey Clark, ou encore Eugene McCarthy, Sargent Shriver, Ted Sorensen, George Wallace, le maire de New York John Lindsay… On y trouve également plusieurs dizaines de journalistes, des hommes d'affaires et contributeurs financiers importants du Parti démocrate, des dirigeants syndicaux, des militants des droits civiques (Ralph Abernathy, Bayard Rustin), plusieurs intellectuels et universitaires (Noam Chomsky, John Kenneth Galbraith, Arthur Schlesinger, McGeorge Bundy), des célébrités du monde du spectacle (Bill Cosby, Jane Fonda, Steve McQueen, Paul Newman, Gregory Peck, Barbra Streisand), et même un joueur de football américain (Joe Namath).
L'auteur de la liste, Charles Colson, est aussi accusé par John Dean d'avoir proposé le projet de placer une bombe incendiaire dans les locaux de la Brookings Institution, un think tank proche des démocrates cité dans la liste noire, pour camoufler le vol de documents sensibles.
Le 13 juin, le Washington Post révèle que la commission sénatoriale est en possession d'un mémo daté de 1971, envoyé par l'ex-employé de la Maison-Blanche Egil Krogh (en) à John Ehrlichman, prouvant que ce dernier était le commanditaire du cambriolage du psychiatre de Daniel Ellsberg.
À la suite des confessions de John Dean, la commission sénatoriale réclame l'audition du président, et que des documents de la Maison-Blanche lui soient transmis, ce que refuse Nixon le 6 juillet. Faute de preuves sur l'implication directe de ce dernier, les sénateurs doivent se contenter, provisoirement, de la parole de Dean contre celle du président.

### Les enregistrements de la Maison-Blanche
Le 16 juillet 1973, Alexander Butterfield, directeur de la Federal Aviation Administration et ancien adjoint de Bob Haldeman, confesse à huis clos aux sénateurs, qui le pressent de questions sur la méthode de prise de notes à la Maison-Blanche, qu'un système d'écoute sophistiqué permet d'enregistrer et d'archiver toutes les conversations à l'insu des interlocuteurs de Nixon (Haldeman était l'un des rares au courant). La méthode était déjà pratiquée sous les administrations précédentes, mais à une échelle beaucoup plus réduite. Nixon se justifiera en disant vouloir léguer une importante documentation sur sa présidence en ayant en tête la trace qu'il laissera dans l'Histoire.
Cette information permet d'envisager la confirmation ou l'infirmation des allégations de John Dean, et donc de l'implication du président et de ses collaborateurs dans l'affaire du Watergate, voire la divulgation d'autres secrets. Butterfield répète sa déclaration devant les caméras des Watergate Hearings trois jours plus tard. L'enjeu central est désormais la restitution des bandes magnétiques de ces enregistrements aux enquêteurs, ce à quoi va s'opposer opiniâtrement le président, qui ne réagit pas immédiatement puisqu'il est à ce moment-là hospitalisé pour une pneumonie.

#### Le bras de fer et le massacre du samedi soir

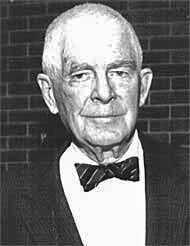
Archibald Cox, procureur spécial indépendant.

Dans les jours qui suivent le témoignage de Butterfield, le président de la commission Sam Ervin, le procureur spécial indépendant Archibald Cox, et le juge fédéral John Sirica demandent tour à tour à Nixon de donner des instructions pour que les enregistrements leur soient remis. Nixon refuse, en invoquant de nouveau le « privilège de l'exécutif ». Il fait savoir que les bandes sont sous son contrôle personnel et y resteront, et proclame qu'il « n'a de comptes à rendre qu'à la nation et non aux tribunaux ». Les procédures judiciaires d'injonctions à remettre les bandes et les appels des avocats du président se multiplient dans la confusion pendant des mois. Cependant, Nixon continue de dégringoler dans les sondages et les relations avec les journalistes sont de plus en plus tendues lors des conférences de presse.
En octobre, la cour d'appel de Washington finit par ordonner à Nixon, sous peine de poursuites, de remettre les bandes au juge Sirica. Il revient à ce dernier de déterminer quelles bandes peuvent être couvertes par le « privilège de l'exécutif » et lesquelles doivent être remises au procureur Archibald Cox, qui est devenu la bête noire de Nixon. Conforté par ses collaborateurs et avocats dans l'idée que la divulgation du contenu des bandes serait dévastateur, Nixon cherche toujours un moyen de se soustraire à ses obligations, prétextant que des secrets d'État internationaux sont mêlés aux conversations ou que cela serait préjudiciable à la fonction présidentielle. Le 19 octobre, il propose que John C. Stennis, un sénateur démocrate qui pourrait avoir accès aux enregistrements, rédige et remette des résumés, mais Cox rejette ce compromis.
Le président, qui au même moment doit gérer la position des États-Unis dans la guerre du Kippour, décide de répondre par la démonstration de son autorité. Il demande au procureur général Elliot Richardson de destituer Cox. Richardson refuse, de même que son second, le procureur général adjoint William Ruckelshaus. Ils sont tous deux forcés de démissionner le 20 octobre 1973, et c'est le no 3 du département de la Justice, l'avocat général Robert Bork, qui destitue Cox et interrompt les travaux de son équipe. Cet épisode, connu sous le nom de « massacre du samedi soir », provoque une profonde indignation dans l'opinion publique américaine. Certains commentateurs parlent alors de « dictature » et de « tyrannie », voire de « folie ». Au même moment se déroule la première manœuvre parlementaire visant à destituer le président : 80 membres de la Chambre des représentants déposent plusieurs résolutions dans ce sens.
Confronté à cette réprobation générale, Nixon recule. D'abord, il se dit prêt à transmettre à Sirica les enregistrements qu'il avait réclamés. Ensuite, il annonce la nomination d'un nouveau procureur spécial indépendant, assurant que celui-ci bénéficiera de la coopération de la présidence. Ce sera Leon Jaworski, avocat texan reconnu et proche de l'ancien président Johnson. Dans la foulée, Nixon fait enfin remettre à Sirica sept enregistrements demandés.

#### Le trou de 18 minutes
Les enregistrements demandés par Sirica correspondent, selon les témoignages précédemment recueillis, à des conversations qui se sont déroulées à des moments importants dans la chronologie de l'affaire. Seulement, le juge signale, le 21 novembre, que, dans l'une des bandes magnétiques remise par l'administration présidentielle, il y a un trou d'un peu plus de 18 minutes et demie. Cette partie a apparemment été effacée. Or, elle est datée du 20 juin 1972, soit trois jours après la tentative de cambriolage au Watergate, et concerne une conversation entre le président et son chef de cabinet Bob Haldeman. Le juge décide de nommer un comité de six experts pour « étudier l'authenticité et l'intégrité des bandes ». La secrétaire de Nixon, Rose Mary Woods, a témoigné qu'il s'agissait d'une erreur de manipulation. Mais le comité d'experts conclut le 10 janvier 1974 à un effacement délibéré à cinq reprises au moins. Selon John Dean, la bande contenait les preuves que Nixon était impliqué dans la couverture du cambriolage, en rajoutant qu'il est probable que la teneur de la conversation effacée était la même que sur d'autres enregistrements recouvrés. La bande est toujours stockée dans l'espoir que le progrès technologique permette de reconstituer le contenu.

#### L'obstination de Jaworski
En février, la commission sénatoriale sur le Watergate en a terminé avec les auditions publiques, et se consacre désormais à la rédaction de son rapport final. Le relais est pris par la commission judiciaire de la Chambre des Représentants. La première étape vers la destitution du président a en effet été franchie le 30 octobre 1973 : la Chambre a conféré au président de cette commission, le démocrate Peter Rodino, la mission d'instruire l'affaire en vue du procès devant se dérouler devant le Sénat, comme le veut la procédure d'impeachment. Celle-ci prévoit un partage des rôles entre les deux composantes du Congrès. Dès lors, le camp démocrate a accentué son offensive politique et médiatique contre Nixon. Ainsi, Ted Kennedy ne se prive pas de mettre publiquement en cause la santé mentale du président, et des rumeurs sur son alcoolisme prennent de l'ampleur.
Par ailleurs, contrariant les calculs de Nixon, le nouveau procureur spécial indépendant Leon Jaworski, qui, prévoyant, avait obtenu de ne pouvoir être destitué qu'avec l'accord du Congrès, s'avère aussi opiniâtre que son prédécesseur. Il réclame à son tour les bandes, 64 d'entre elles précisément. Le nouveau chef de cabinet du président, Alexander Haig, persuade Nixon de ne pas les détruire, car cela serait considéré comme un aveu de culpabilité. Dans un discours télévisé le 3 février, Jaworski dénonce l'attitude de Nixon, qui lui a signifié qu'il ne remettrait pas de nouvelles bandes.
Dans l'ancien entourage du président, les condamnations et les nouvelles inculpations s'enchaînent, et si les peines ne sont pas plus lourdes, c'est parce que plusieurs inculpés ont négocié afin d'alléger leur peine en échange de nouvelles informations, qui ont suscité à leur tour de nouvelles inculpations. Fin janvier, Egil Krogh (en), ancien assistant de John Ehrlichman, a été condamné à 6 mois de prison ferme pour son rôle dans le cambriolage du psychiatre de Daniel Ellsberg. En février, Herb Kalmbach, l'ancien avocat de Nixon, a lui aussi été condamné à 6 mois, pour deux affaires de contributions électorales illégales, dont l'une l'avait vu recevoir 100 000 dollars de la part d'un diplomate en échange d'une ambassade prestigieuse. En avril, un autre assistant du président, Dwight Chapin, qui avait recruté Donald Segretti, est à son tour inculpé pour parjure.
Mais surtout, le 1er mars, John Mitchell, Bob Haldeman, John Ehrlichman et Charles Colson sont poursuivis par le grand jury de Washington pour obstruction à la justice, faux témoignage, subornation de témoins et destruction de preuves. Or, les charges retenues contre ses anciens collaborateurs, en particulier celles pesant sur son ex-chef de cabinet Haldeman, impliquent directement Nixon. Ne pouvant inculper le président car cela est la prérogative du Congrès, le juge Sirica fait ostensiblement remettre à la commission judiciaire de la Chambre des Représentants des éléments compromettants pour Nixon.

#### La retranscription des bandes

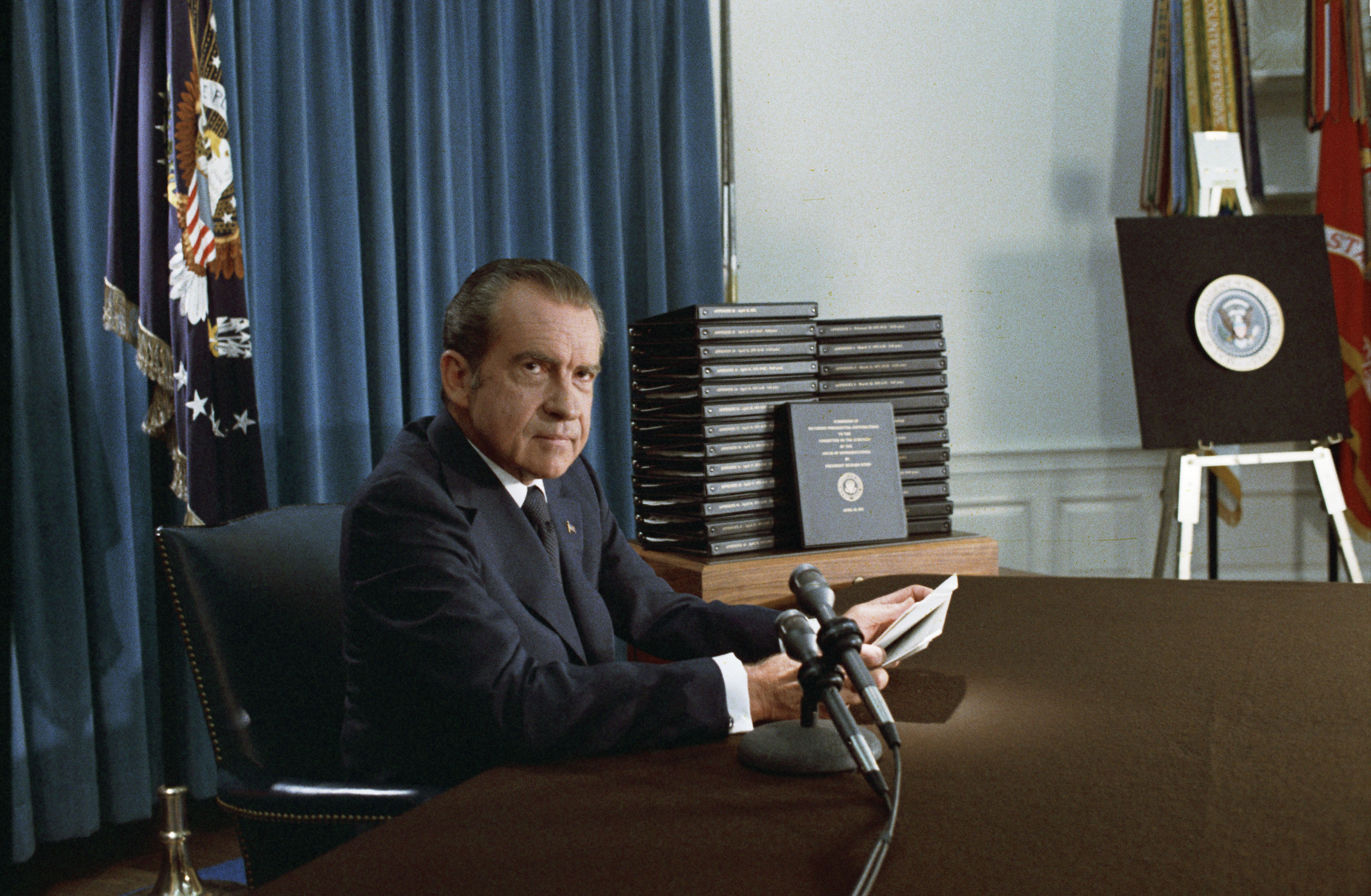
Nixon lors de son discours télévisé du 29 avril 1974.

En avril, la commission judiciaire finit par adresser un ultimatum au président, et menace de le poursuivre pour outrage au Congrès s'il ne remet pas les bandes magnétiques qui lui sont réclamées. Nixon essaie alors de ne transmettre que des retranscriptions écrites de 42 enregistrements de conversations sur le Watergate. Certains passages sont absents ou censurés, soi-disant parce qu'ils ne concernent pas l'affaire, ce sont des jurons ou ils seraient inaudibles. Ce verbatim sélectif et lacunaire, car un membre de la commission remarque de nombreux passages audios manquant dans la transcription, relié dans plusieurs classeurs, totalisant au total 1 254 pages dont le président promet qu'il va faire la lumière sur toute l'affaire, est rendu public le 30 avril.
De nombreux passages où l'on entend le président sont très ambigus, moralement compromettants, voire révélateurs. L'extrait le plus accablant est daté du 21 mars 1973, au moment du procès des cambrioleurs devant le grand jury de Washington, et alors que Nixon avait nié quelques jours auparavant que l'« équipe des plombiers » de Howard Hunt avait reçu des contributions illégales de son équipe de campagne. La conversation que le président (P) a avec son conseiller juridique John Dean (D) est retranscrite ainsi :
« D : It will cost money. It is dangerous. People around here are not pros at this sort of thing. This is the sort of thing Mafia people can do: washing money, getting clean money and things like that. We just don't know about those things, because we are not criminals and not used to dealing in that business.

- P : That's right.

- D : It is a tough thing to know how to do.

- P : Maybe it takes a gang to do that.

- D : That's right. There is a real problem as to whether we could even do it. Plus there is a real problem in raising money… But there is no denying the fact that the White House, in Ehrlichman, Haldeman and Dean are involved in some of the early money decisions.

- P : How much money do you need?

- D : I would say that these people are going to cost a million dollars over the next two years.

- P : We could get that… You could get a million dollars. You could get it in cash. I know where it could be gotten. It is not easy but it could be done. But the question is who the hell would handle it? Any ideas on that?

- D: That's right. Well, I think that is something that Mitchell ought to be charged with.

- P : I would think so too. »
« D : Cela va coûter de l'argent. C'est dangereux. Les gens autour de nous ne sont pas des pros de ce genre de chose. C'est le genre de chose que les gens de la Mafia peuvent faire : blanchir de l'argent, sortir de l'argent propre, etc. Nous ne connaissons pas ces choses, car nous ne sommes pas des criminels et nous n'avons pas l'habitude de ce genre d'affaires.

– P : C'est vrai. 

– D : C'est difficile de savoir comment faire.

– P : Peut-être qu'il faut une équipe pour faire ça.

– D : C'est exact. Il y a un vrai problème quant à savoir si nous pourrions même le faire. De plus, il y a un réel problème avec la collecte de fonds… Mais on ne peut nier le fait que la Maison-Blanche, avec Ehrlichman, Haldeman et Dean sont impliqués dans certaines décisions initiales concernant l'argent.

– P : De combien d'argent avez-vous besoin ? 

– D : Je dirais que ces gens vont coûter un million de dollars dans les deux prochaines années.

– P : Nous pourrions avoir ça… Vous pourriez avoir un million de dollars. Vous pourriez l'avoir en liquide. Je sais où cela pourrait être pris. Ce n'est pas facile, mais ça pourrait être fait. Mais la question est : qui diable s'en chargerait ? Une idée là-dessus ?

– D : C'est vrai. Eh bien, je pense que c'est quelque‑chose dont Mitchell devrait se charger.

– P : Je le pense aussi. »
— Bande du 21 mars 1973
Bien que Nixon s'en défende, cette conversation semble indiquer qu'il a participé à une opération dont le but était de donner de l'argent aux cambrioleurs inculpés pour qu'ils se taisent, ce qui constituerait une subornation de témoins et une obstruction à la justice,.
Selon des sondages, une très large majorité d'Américains ne croit pas aux explications de Nixon. L'ensemble des médias et la classe politique, y compris de nombreux républicains, expriment leur indignation. Toutefois, la retranscription ne contient pas suffisamment d'éléments solides pour envisager des poursuites judiciaires. Le président de la commission judiciaire, Peter Rodino, signifie à Nixon qu'il n'a pas répondu à l'injonction qui lui a été faite et continue de réclamer les bandes. Mais échaudé par les réactions qu'ont suscitées les retranscriptions, Nixon campe à nouveau dans son refus de céder la moindre bande.

### La chute du président

#### D'autres affaires, d'autres accusations
Nixon ne cesse de plaider son innocence, plaidée jusqu'au bout par son porte-parole et conseiller en communication Ron Ziegler. Le 17 novembre 1973, le président avait prononcé un discours célèbre, déclarant : « Je ne suis pas un escroc » (« I am not a crook »). En 1952, alors qu'il figurait sur le ticket électoral du futur président Eisenhower, Nixon avait déjà dû se défendre dans un discours télévisé d'accusations de malversations financières et de pot-de-vin. En 1973, le président faisait cette fois référence à la publication dans la presse peu auparavant de ses feuilles d'imposition, ce qui avait révélé qu'il ne payait quasiment aucun impôt sur le revenu. Cela pouvait être légal compte tenu du jeu des déductions fiscales, mais ternissait encore davantage son image. Cependant, entre la fin de 1973 et l'été 1974, plusieurs affaires, liées ou non au Watergate, concernant Nixon lui-même ou son entourage, brossent par médias interposés le tableau d'une corruption généralisée, et donnent de la présidence une image dévastatrice.

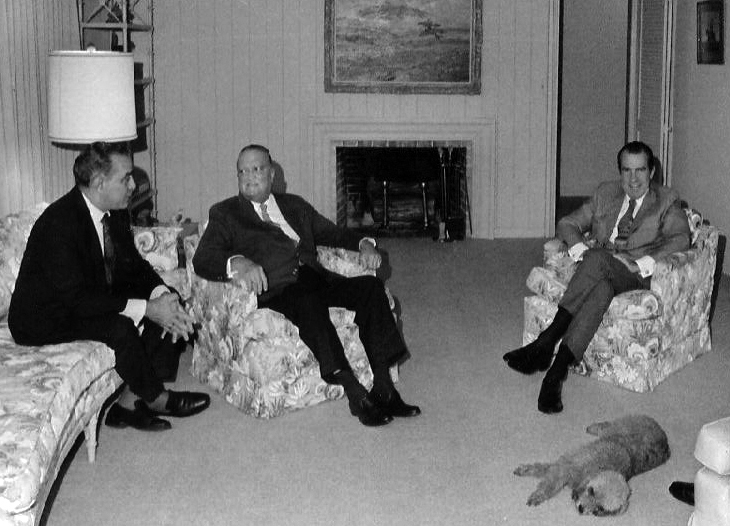
Nixon avec Rebozo et Hoover dans le Bureau ovale.

Le 10 octobre 1973, le vice-président Spiro Agnew, ancien gouverneur du Maryland, a été obligé de démissionner. Une affaire de corruption locale l'a rattrapé ; il est accusé d'avoir touché des pots-de-vin lors de sa carrière politique dans cet État. Le chef de la minorité républicaine à la Chambre des représentants, Gerald Ford, a été choisi pour le remplacer, et confirmé par le Congrès.
La presse et les commissions d'enquêtes du Congrès s'intéressent aussi de près, depuis le printemps 1973, aux conditions d'acquisition des luxueuses propriétés de Nixon à San Clemente en Californie, et à Key Biscayne en Floride. Pour obtenir le prêt nécessaire à ces achats, le président s'est endetté auprès d'amis intimes, les hommes d'affaires Charles "Bebe" Rebozo (en) et Robert Abplanalp (en). Il est aussi question des travaux que Nixon a fait réaliser pour plusieurs millions de dollars aux frais du contribuable dans ces propriétés, en grande partie pour les systèmes de sécurité et de communications. Début avril 1974, l'administration des impôts et une commission du Congrès terminent leurs examens des déclarations de revenu du président, et concluent qu'il doit près de 470 000 dollars au fisc.
D'autres affaires compliquent la situation du président. Une enquête, ouverte en 1972, sur une contribution électorale de l'industrie laitière de 2 millions de dollars en échange d'une politique de soutien des prix du lait, n'est toujours pas terminée. Une autre contribution à la campagne de 1972 est examinée, celle de l'International Telephone and Telegraph (400 000 dollars), en échange du soutien du Département de la Justice sur une affaire dans laquelle la compagnie tombait sous le coup de la loi antitrust. Dans l'affaire Robert Vesco (en), pour laquelle John Mitchell et Maurice Stans ont déjà été inculpés, Nixon est de plus en plus mis en cause, du fait des relations de ses frères, Donald et Edward, avec ce contributeur financier poursuivi par la justice pour fraude. Plusieurs grosses entreprises sont encore épinglées pour leurs contributions illégales au Comité pour la réélection du président : American Airlines, Braniff International, Gulf Oil, Goodyear, 3M, etc..
Son ami Bebe Rebozo est quant à lui convoqué à de nombreuses reprises par les différentes instances enquêtant sur le Watergate et le financement de la campagne électorale de 1972. Les enquêteurs s'intéressent au versement de 100 000 dollars en liquide à Rebozo, pour la réélection de Nixon, par un collaborateur du milliardaire Howard Hughes. Les relations financières entre Nixon et Hughes étaient anciennes, et lui avaient déjà été reprochées en 1960. Cette enquête ne sera pas menée à son terme. Plusieurs anciens collaborateurs de Nixon écriront plus tard que l'origine du cambriolage du Watergate était la crainte de Nixon que le dirigeant démocrate Larry O'Brien soit en possession de documents compromettants sur ses liens avec Hughes. Néanmoins, les raisons expliquant l'espionnage du Parti démocrate n'ont jamais été clairement établies, d'autant plus que l'élection de Nixon, largement assurée (il remportera 49 des 50 États), semblait à l'abri de tous les coups bas de la campagne et ne justifiait ainsi aucun espionnage. Selon Georges Ayache, historien spécialiste des États-Unis, c'est sa défaite à l'élection présidentielle américaine de 1960 qui a fait naître en lui un complexe envers les Kennedy et une paranoïa qui le fait espionner aussi bien ses adversaires politiques que des journalistes.
Bien qu'étant le membre du gouvernement le plus apprécié des médias et de la classe politique, Henry Kissinger, qui a ajouté la fonction de secrétaire d'État à celle de conseiller à la sécurité nationale, n'échappe pas aux accusations. Depuis mai 1974, il est directement mis en cause pour avoir commandité des écoutes téléphoniques illégales (notamment à la suite des fuites sur les bombardements secrets au Cambodge en 1969), et aussi à propos de la mise en place de l'« équipe des plombiers ». Il est menacé d'être inculpé pour faux témoignages lors de son audition de confirmation devant le Sénat en 1973. Le 11 juin, au cours d'un voyage diplomatique avec le président en Autriche, il dément catégoriquement et menace de démissionner. Peu après, le Sénat vote une résolution garantissant son intégrité.
Le 12 juillet, la commission sénatoriale sur le Watergate publie enfin son rapport d'enquête. Plus de 2 000 pages décrivent la responsabilité de Nixon, dans le cambriolage du Watergate et les obstructions à la justice consécutives, le plan Huston, la constitution de l'« équipe des plombiers », la liste d'ennemis, les financements irréguliers de la campagne de 1972, les liens avec Hughes et Rebozo, les dirty tricks de l'équipe de Segretti. Ce rapport récapitulatif et accablant n'offre pas de nouvelles révélations, mais permet au président de la commission Sam Ervin de fustiger la « soif de pouvoir » qui a incité l'équipe de Nixon à recourir à des « moyens maléfiques ».

#### Le verdict de la Cour suprême et l'impeachment
Jaworski a fini par demander à la Cour suprême de se prononcer sur la légitimité du président Nixon à s'opposer à la restitution des bandes magnétiques. Le 24 juillet 1974, bien que quatre juges sur neuf doivent leur nomination à Nixon, elle se prononce à l'unanimité (moins William Rehnquist qui se récuse) pour la restitution des bandes. La Cour, présidée par Warren Burger, a estimé que le « privilège de l'exécutif » a un fondement, mais ne saurait être une entrave à une enquête sur des activités criminelles. Nixon est alors complètement et irrémédiablement isolé politiquement. Le dos au mur et sans autre recours légal, la Maison-Blanche n'a pas d'autre choix que de remettre les bandes au juge Sirica.
En juillet 1974, la commission judiciaire de la Chambre des Représentants a bouclé son instruction. Elle a accumulé 7 000 pages de dépositions en vue de l'éventuel procès de l'impeachment. Le contenu confirmant la culpabilité de Nixon fuite petit à petit dans la presse. La commission judiciaire doit alors adopter par un vote à la majorité des deux tiers[réf. nécessaire] les résolutions de l'impeachment du président. Elle est composée d'une forte minorité de républicains, mais ces derniers, songeant à leur réélection, se sont peu à peu désolidarisés de Nixon. Les 27, 29 et 30 juillet, la commission judiciaire adopte trois résolutions, retenant les charges d'obstruction à la justice, abus de pouvoir et outrage au Congrès. Les articles sur la fraude fiscale et l'opération Menu ne sont pas adoptés. C'est désormais à la Chambre des Représentants de voter la mise en accusation à la majorité simple puis au Sénat de juger le président. Il faudra un vote des sénateurs, à la majorité des deux tiers, pour qu'il soit destitué.

#### The Smoking Gun Tape

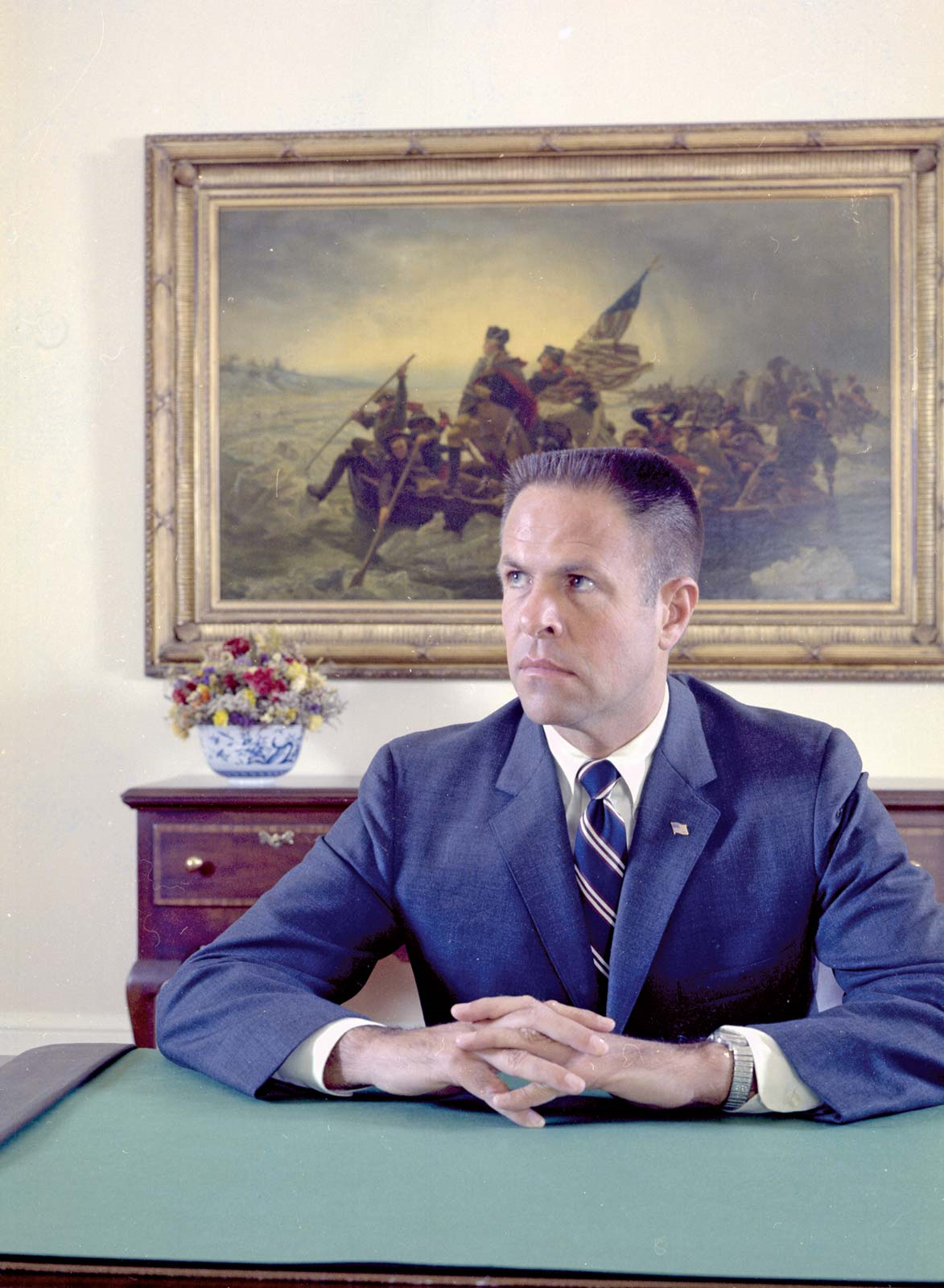
Bob Haldeman, l'interlocuteur de Nixon sur l'enregistrement du 23 juin 1972.

Alors, Nixon décide de rendre public, le 5 août, le texte intégral de l'une des bandes les plus compromettantes, celle qui contient une conversation avec son chef de cabinet Bob Haldeman, le 23 juin 1972, soit six jours après le cambriolage du Watergate. Il attend de voir les réactions pour savoir s'il a une chance de rester en place en continuant le combat. Mais ce sera le coup de grâce. Cette bande est surnommée « The Smoking Gun Tape », littéralement, la « bande pistolet fumant », allusion à la preuve flagrante que constitue un pistolet fumant sur les lieux d'un crime. On y entend le président autoriser explicitement ses collaborateurs à approcher le directeur de la CIA, Richard Helms, afin qu'il demande au directeur du FBI, Patrick Gray, d'enterrer l'enquête fédérale sur le cambriolage, prétendument pour des raisons de sécurité nationale.
D'après le texte de la retranscription, Nixon dit de façon sibylline à Haldeman de glisser au directeur de la CIA : « Le problème est que ça pourrait rouvrir tout le truc de la baie des Cochons ». Haldeman prétendra en 1978 que cela avait rendu Helms furieux, car il s'agissait d'une allusion au rôle de la CIA dans les tentatives d'assassinat de Fidel Castro.
Cet enregistrement est la preuve irréfutable, non seulement que Nixon a menti pendant deux ans, mais aussi de sa culpabilité dans une conspiration criminelle ayant pour but de faire obstruction à la justice, motif justifiant amplement la procédure d'impeachment. Il fait donc peu de doute que le Sénat, qui sera amené à le juger, le condamnera si la procédure de destitution est menée à son terme. Les principaux dirigeants de son propre parti, dont Barry Goldwater, le pressent de démissionner.

#### La démission

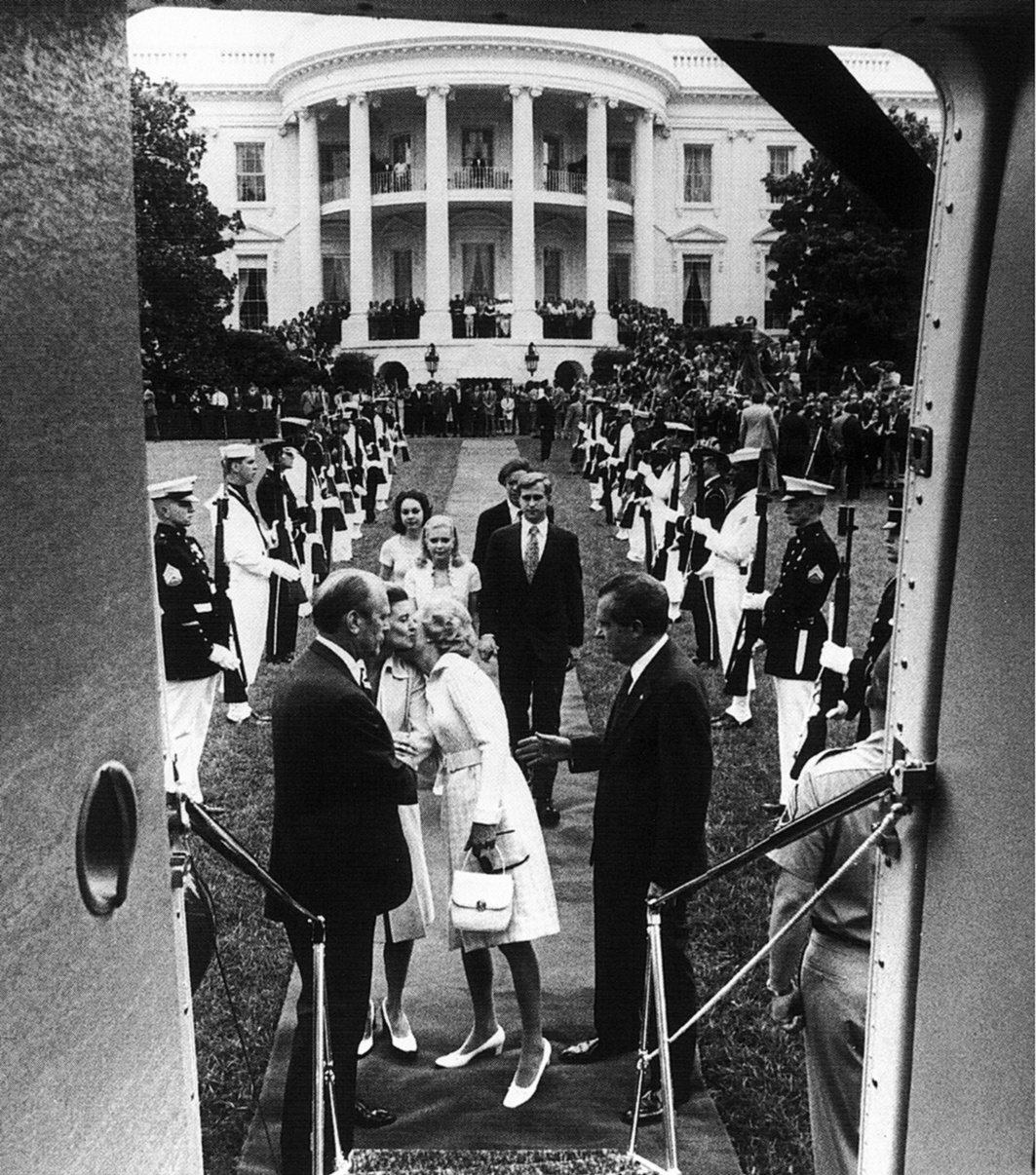
Nixon quitte la Maison-Blanche (photo prise depuis l'hélicoptère présidentiel Army One).

Fin juillet, début août, les rumeurs les plus folles courent à Washington : le président aurait perdu la tête, il préparerait un coup d'État militaire, etc. Il aurait même envisagé de s'auto-gracier, ce qui n'est pas possible selon un mémo du Département de la justice. Nixon ne cesse de tergiverser, mais il sait pertinemment depuis le verdict de la Cour suprême que la seule alternative est la démission ou la destitution. Le président tente jusqu'au bout d'agir comme s'il se situait au-dessus de la mêlée, en traitant le dialogue avec les Soviétiques, la crise pétrolière, le problème grandissant de l'inflation, etc. Au fur et à mesure des révélations, des foules de plus en plus nombreuses se sont présentées devant les grilles de la Maison-Blanche ou au cours des déplacements du président, pour réclamer son départ. Des considérations matérielles non avouées entrent aussi en ligne de compte. En cas de destitution, il perdra les pensions et les divers privilèges accordés aux anciens présidents, et il sera exposé aux poursuites judiciaires sans possibilité de pardon.
Après s'être farouchement défendu, Nixon préfère donc donner sa démission. Il l'annonce par un discours télévisé le soir du 8 août. Après un discours devant le personnel de la Maison-Blanche et les journalistes, il quitte en direct la Maison-Blanche à bord d'Army One, l'hélicoptère présidentiel de l'US Army,. Nixon est le seul président de l'histoire des États-Unis à avoir démissionné. Il quitte officiellement ses fonctions le 9 août 1974, une semaine après le déclenchement de la procédure d'impeachment.

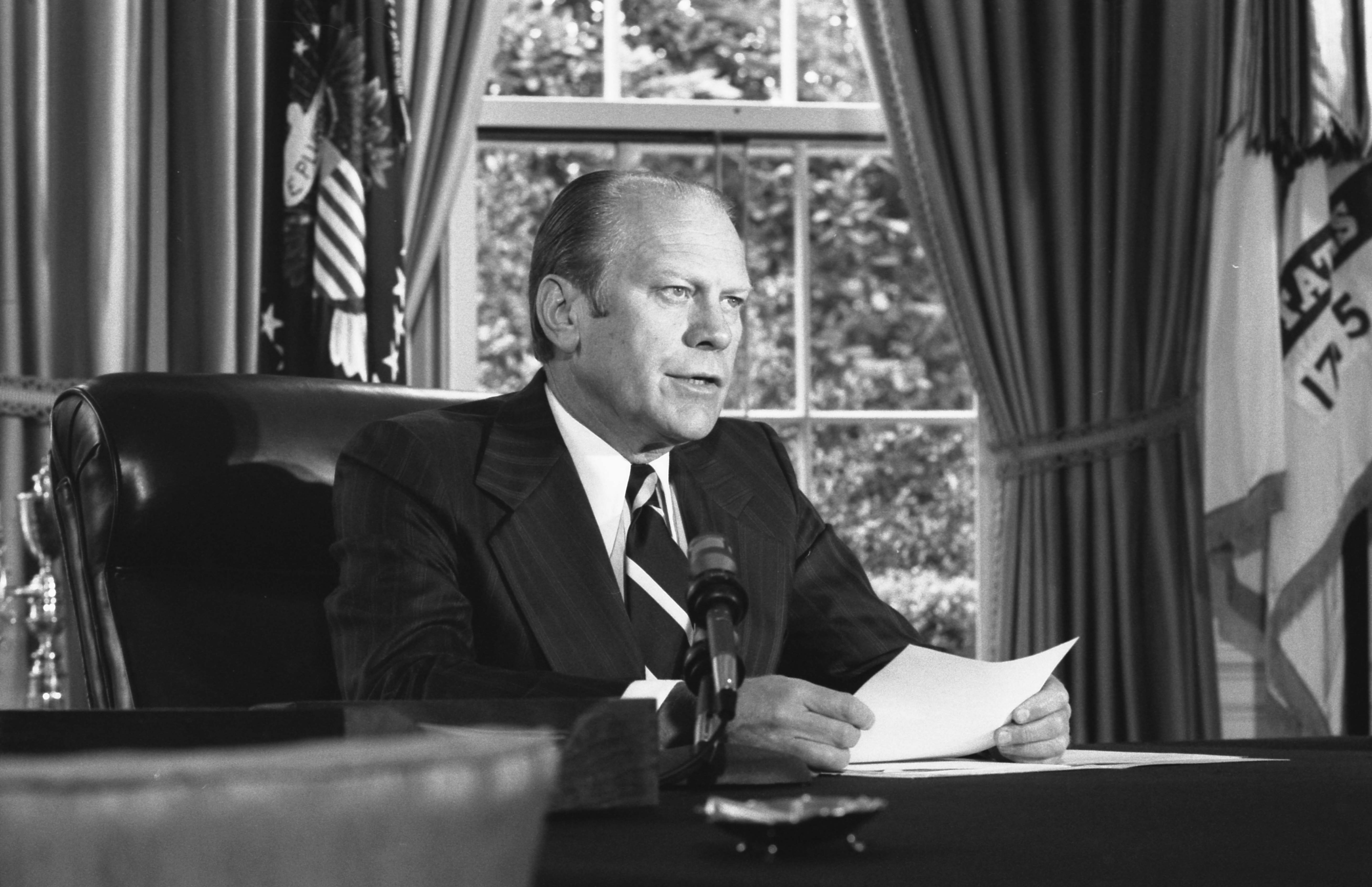
Gerald Ford annonçant sa décision de gracier Nixon (8 septembre 1974).

Le vice-président, Gerald Ford, nommé par Nixon (et non élu) lui succède immédiatement. Sa première action officielle, très controversée, est de gracier Richard Nixon, ce qui a pour effet de stopper toute procédure. Quant aux enregistrements qui ont suscité d'interminables batailles juridiques, le président Ford en donne le contrôle à Nixon, qui est le seul habilité à donner les autorisations pour leurs consultations.

## Les suites du Watergate

### Suites judiciaires
À l'issue du procès des cambrioleurs lors duquel il a plaidé coupable, Howard Hunt passe 33 mois en détention. Bernard Barker et Frank Sturgis sont sortis de prison au bout de 13 mois,. Gordon Liddy, lui, a été condamné à 20 ans, mais est amnistié 4 ans plus tard par le président Jimmy Carter.
En novembre 1973, John Dean a plaidé coupable, devant le juge Sirica, d'obstruction à la justice. En témoignant contre Mitchell, Haldeman et Ehrlichman, il a pu réduire considérablement sa peine et ne passe que quatre mois en prison. Il travaillera par la suite dans le secteur bancaire, écrira plusieurs livres, dont certains reprochant à l'administration Bush les mêmes travers que ceux de l'administration Nixon. En juin 1974 Charles Colson plaide coupable d'obstruction à la justice dans l'affaire Ellsberg. Il évite ainsi d'autres poursuites, et ne passe que 7 mois en prison. Colson est par la suite devenu une figure majeure de la droite chrétienne et du mouvement évangélique. En janvier 1975, John Ehrlichman et Bob Haldeman sont reconnus coupables de conspiration, obstruction à la justice et parjure. Ils passeront 18 mois en prison,.
En février 1975, John Mitchell est reconnu coupable des mêmes crimes. Condamné à 30 mois, il en passe 19 en prison avant d'être libéré pour raisons médicales. Son assistant au CRP, Jeb Stuart Magruder (en), qui a plaidé coupable en août 1973, est resté 7 mois derrière les barreaux. L'ancien attorney general Richard Kleindienst écope d'un mois de prison pour « refus de répondre » dans l'affaire ITT. Egil Krogh (en), l'assistant de Haldeman, a été condamné à 6 mois de prison. L'avocat de Nixon Herb Kalmbach a été condamné à 6 mois de détention. Le conseiller Dwight Chapin à 10 mois. Le verdict pour son acolyte Donald Segretti a été 6 mois. Le directeur financier du CRP, Maurice Stans, a été condamné à une amende de 5 000 dollars pour des infractions à la réglementation du financement électoral et acquitté pour les charges les plus sérieuses. En tout, plus de 70 personnes ont été poursuivies en justice dans le cadre de ce scandale.
Quant à Nixon, s'il est à l'abri des poursuites grâce au pardon présidentiel de Gerald Ford, il n'en sera pas moins, étant avocat, radié du barreau de l'État de New York en 1976.

### Les commissions sur les agences de renseignement
Les révélations du Watergate ont poussé à remettre en cause l'intégrité de l'administration et notamment des agences gouvernementales de renseignement. En décembre 1974, le journaliste du New York Times Seymour Hersh révèle une partie du rapport intitulé Family Jewels (« Les Bijoux de Famille ») commandé par le directeur de la CIA à la suite de l'implication de la Centrale dans le scandale. Hersh rapporte que la CIA, bien qu'interdite d'action sur le sol américain, a mené d'importantes campagnes contre les dissidents et les militants opposés à la guerre du Viêt Nam. L'ensemble du rapport a été rendu public en 2007.
Ce climat aboutit à la création, en 1975-1976, des commissions d'enquête au Congrès, la Commission Pike (Chambre des représentants) et la Commission Church (Sénat), dans la continuité de la commission sénatoriale sur le Watergate,. Les travaux de ces commissions révèlent certaines activités clandestines et illégales, comme le plan Huston, l'utilisation abusive des services fiscaux, l'ouverture du courrier, le programme COINTELPRO du FBI, les opérations clandestines à l'étranger notamment au Chili, etc. Auditionné par la Commission Church, l'ancien directeur de la CIA Richard Helms, est condamné à deux ans de prison avec sursis en 1977 pour de fausses déclarations sur le soutien de la Centrale à l'opposition contre Salvador Allende, avant le coup d'État au Chili de 1973. Le Senate Select Committee on Intelligence, qui succède directement à la Commission Church, remet en 1977 un rapport sur le Projet MK-Ultra, un programme de la CIA sur les manipulations mentales.
Le président Gerald Ford mandate lui-même en 1975 une commission présidée par son vice-président Nelson Rockefeller pour enquêter sur les agissements de la CIA, et notamment sur son éventuelle implication dans l'assassinat de John Kennedy et les tentatives d'assassinat de Fidel Castro. Après la remise du rapport de la Commission Rockefeller, Ford interdit officiellement les assassinats à l'étranger par la CIA.

### Le mystère de l'identité de «Gorge profonde»

L'identité de « Gorge profonde », Mark Felt, ex-no 2 du FBI, a été révélée en 2005.

L'identité de l'informateur surnommé « Gorge profonde » (surnom donné par Woodward en référence au film pornographique du même nom ayant connu un grand succès en 1972) est un sujet qui a fait couler beaucoup d'encre. Au cours de l'affaire, plusieurs personnalités politiques notoires, dont Henry Kissinger, Alexander Haig, George H. W. Bush, Ron Ziegler, John Dean et Pat Buchanan, ont été présentées comme étant cet informateur secret. Certains spécialistes du renseignement ont également évoqué l'hypothèse de John Paisley, agent de liaison de la CIA avec les « plombiers », mystérieusement disparu en 1978.
Les seules personnes connaissant l'identité du lanceur d'alerte sont les deux journalistes Bob Woodward et Carl Bernstein, et leur rédacteur en chef de l'époque, Benjamin Bradlee. L'identité de Gorge profonde est révélée par le magazine américain Vanity Fair du 31 mai 2005. Il s'agit de Mark Felt, directeur adjoint du FBI sous Richard Nixon. Âgé de 91 ans, il déclare souhaiter « libérer sa conscience ». Le Washington Post confirme aussitôt l'information. Bob Woodward raconte qu'il connaît Mark Felt depuis 1970, et que les relations entre le FBI et la Maison-Blanche s'étaient sérieusement dégradées. Il mentionne aussi sa réprobation des méthodes de l'administration Nixon et son dépit de ne pas avoir été nommé à la tête du FBI à la mort de Hoover, ce que Felt confirme dans ses écrits,. Patrick Gray, directeur du FBI quand Mark Felt informe le Washington Post, décède un mois plus tard, après avoir exprimé son « énorme surprise ». Néanmoins, comme le confirme un enregistrement de la Maison-Blanche, d'une conversation du 19 octobre 1972 entre Richard Nixon et Bob Haldeman, ce dernier soupçonne Mark Felt d'être Gorge Profonde, mais aucune mesure de rétorsion n'a été prise contre lui de crainte qu'il ne dévoile des informations inavouables dans les médias. Devant Gray qui l'a informé de ces soupçons en 1973, Felt a nié catégoriquement.

## Héritage

### Conséquences historiques

#### Morale et politique
Le scandale du Watergate est devenu l'une des plus célèbres affaires de l'histoire des États-Unis et est irrémédiablement attaché au nom de Nixon, qui est ainsi souvent comparé à d'autres présidents des États-Unis dont les mandats ont été marqués par des scandales, tels que Andrew Johnson, Ulysses Grant ou Warren Harding. Il a durablement terni l'image de la fonction présidentielle et accru la méfiance des Américains envers leurs dirigeants, d'autant plus que l'administration Nixon se réclamait de « la loi et l'ordre ». Le scandale du Watergate en lui-même a en fait mis au jour toute une série de pratiques de l'administration Nixon, qualifiées de White House horrors (« horreurs de la Maison-Blanche »). Le mode de fonctionnement est ainsi devenu, au fil des révélations, « le » grand scandale. Ainsi, selon l'historien américain Melvin Small, « les scandales de Nixon ont révélé une tentative pour subvertir tout le système politique américain ». Pour d'autres commentateurs de la gauche américaine, comme Noam Chomsky, l'impeachment ne fut prononcé contre Nixon que parce qu'il s'était attaqué à aussi puissant que lui et non pour avoir utilisé des méthodes illégales largement utilisées contre d'autres éléments de la société jugés trop subversifs pour l'ordre établi,.

#### Journalisme et contre-pouvoirs
Cette affaire a redonné un souffle au journalisme d'enquête, dont Woodward et Bernstein sont devenus les symboles. Elle a aussi contribué significativement à l'expression du cynisme dans les commentaires et les pratiques politiques. La méfiance des Américains envers leurs dirigeants s'est considérablement généralisée. Selon l'entreprise de sondages Louis-Harris, le taux de confiance accordé à la Maison-Blanche est passé de 41 % en 1966 à 13 % en 1975, mais une telle érosion se constate vis-à-vis des autres institutions sociales ou politiques. Des années après, les intellectuels et universitaires américains ne cessent de s'interroger sur les conséquences négatives ou positives du scandale.
Pour le sociologue Gérard Spitéri, le scandale du Watergate est le « couronnement du pouvoir journalistique » et « moment fondateur de l'après-guerre » du Viêt Nam pensé comme un acte de base de la démocratie. Il est ressenti « comme une voie de salut dans la profession », pas seulement aux États-Unis mais aussi en France à un moment où la diffusion des journaux français diminue. Au même moment, Le Canard enchaîné, alors en position d'une « sorte de monopole sur la révélation d’affaires », se fait connaître par la publication de déclaration d'impôts du premier ministre Jacques Chaban-Delmas, puis sept ans plus tard par la révélation de l'affaire des diamants de Bokassa. Ce monopole, mis en cause à partir des années 1980, a été remplacé peu à peu par un pluralisme de la presse se livrant à des enquêtes approfondies, jugé comme un progrès par Spitéri, car en démocratie selon lui, la liberté d'opinion implique « l’indépendante restitution des faits rapportés par l’informateur », dans la logique philosophique de Kant, selon qui il « n’est pas de plus sûr critère pour évaluer la vigueur d’une démocratie que celui du pluralisme de la presse ».
Le scandale, et en particulier les leçons de l'épisode du « massacre du Samedi soir » et ses conséquences sur l'opinion publique, ont accru de facto l'importance du rôle du Procureur indépendant. Un aspect en est le renforcement de l'indépendance du pouvoir judiciaire. Mais cette évolution a parfois été jugée excessive, notamment lors de l'instrumentalisation politique de la fonction, avec par exemple l'enquête menée par le procureur Kenneth Starr contre Bill Clinton, lors du Monicagate.

#### Changements politiques
Dans un premier temps, le discrédit du camp républicain profite électoralement aux démocrates. Les élections intermédiaires de 1974 voient une nouvelle génération d'élus démocrates (surnommée « Watergate babies ») s'emparer de nombreux sièges au Congrès. En 1976, c'est un candidat inattendu, Jimmy Carter, gouverneur de la Géorgie, qui, parce qu'il incarne une image de rénovation et d'intégrité, remporte les primaires démocrates, puis l'élection présidentielle contre Gerald Ford. Le courant conservateur du Parti républicain profite également du scandale pour gagner plus d'influence au sein du parti. Cela s'est vérifié notamment lors de l'épisode du « massacre d'Halloween », le 4 novembre 1975. Il s'agit d'un remaniement qui voit l'arrivée dans l'administration Ford de personnalités moins modérées que leurs prédécesseurs : Donald Rumsfeld au département de la Défense, Dick Cheney comme chef de cabinet de la Maison-Blanche, George H. W. Bush à la tête de la CIA, Brent Scowcroft au Conseil à la sécurité nationale. Nelson Rockefeller, vice-président en exercice, ancien gouverneur de New York et figure de proue de l'aile libérale du Parti républicain, renonce quant à lui à l'investiture républicaine pour la présidentielle de 1976. Le courant conservateur porte finalement l'un des siens, Ronald Reagan, au pouvoir en 1980.
Le financement électoral a été dans le viseur de la Justice tout le long de l'affaire. Le coût des campagnes électorales n'avait cessé d'augmenter : 140 millions de dollars de dépenses totales en 1952, 300 millions en 1968, 425 millions en 1972. Cette augmentation s'explique par le recours de plus en plus fréquent aux sondages, aux spécialistes des relations publiques, aux rédacteurs de discours, aux publicitaires, aux temps d'antenne achetés aux radios et aux télévisions, et aux élections primaires. Le Federal Election Campaign Act de 1971 vise à mettre un frein à ces dérives. Il est complété par des amendements en 1974, 1976 et 1979. Dès lors, les contributions financières sont plafonnées, elles doivent être déclarées, le financement sur des fonds publics est instauré, et une commission de contrôle est instaurée pour veiller au respect de ces règles. Néanmoins, cela n'empêche pas la continuelle augmentation des coûts des campagnes électorales.
À l'issue de l'affaire, le Congrès a accru son pouvoir aux dépens de la présidence. Ainsi, la War Powers Resolution adopté en 1973 limite l'initiative présidentielle dans un cas de conflit militaire, et l'oblige à obtenir l'autorisation du Congrès pour une intervention de plus de 60 jours. De même, les exportations d'armes et les aides à l'étranger sont davantage examinés par la branche législative. Pour compenser ce déséquilibre, le président mise davantage sur son image médiatique et la personnalisation de sa fonction. Pour autant, le Congrès n'est pas devenu plus efficace, à cause de la multiplication des commissions et sous-commissions, qui souvent font doublon ou ne sont pas présidées par des hommes politiques compétents sur le sujet. L'après-Watergate se caractérise par un déclin durable des partis traditionnels au profit des groupes de pression. La vie politique américaine se balkanise, se résumant souvent à la défense d'intérêts particuliers, et favorise les comportements égoïstes. Néanmoins, cette situation fait naître un nouveau type de militantisme, qui remplit le vide idéologique des partis devenus des machines électorales attrape-tout et sans cohérence.
Plusieurs commentateurs ont avancé que ce scandale a affaibli non seulement la présidence américaine, mais la puissance américaine dans les années qui suivent. La chute de Saïgon, en 1975, en serait une illustration. L'indépendance du Sud Viêt Nam a été garantie par le traité de Paris signé en 1973 pour le retrait des troupes américaines, et Gerald Ford n'a pas donné l'ordre à l'armée américaine d'intervenir contre les troupes du Nord Viêt Nam lorsque celles-ci ont envahi le Sud. Nixon n'a pas hésité à ordonner des bombardements très destructeurs lors d'une offensive du Nord au printemps 1972, pendant les négociations de paix. D'autres événements, entre 1975 et 1980 soulignent le recul stratégique des États-Unis sur la scène internationale : les interventions cubaines en Angola et dans la Corne de l'Afrique, révolution islamique en Iran, insurrection sandiniste au Nicaragua, et invasion de l'Afghanistan. Cette paralysie s'explique avant tout par la crainte d'un nouveau Viêt Nam et des bouleversements institutionnels qui ont commencé dès les années 1960. Quoi qu'il en soit, malgré les points de vue très négatifs sur la présidence de Nixon, ce dernier a été quelque peu réhabilité dans les années 1980, notamment grâce à sa politique internationale. Il a été considéré comme un « sage » dans ce domaine, invité par les autorités de plusieurs pays (Chine, Russie, pays arabes), et a conseillé des présidents, y compris Bill Clinton, peu de temps avant sa mort en 1994, qui donne lieu à des funérailles nationales auxquelles assistent tous les présidents américains vivants.

## Dans les arts et la culture

### Filmographie

#### Cinéma
- Les Hommes du président (1976) tiré du livre éponyme paru peu avant la démission de Nixon, et sorti deux ans seulement après la fin du scandale, raconte l'histoire des journalistes qui ont dévoilé le scandale. Le rôle de Bob Woodward est tenu par Robert Redford, et celui de Carl Bernstein par Dustin Hoffman.
- Forrest Gump (1994) fait un clin d'œil à cet événement, lorsque Forrest Gump, de la fenêtre de sa chambre à Washington, surprend en pleine nuit « des lumières » dans l'immeuble du Watergate.
- Nixon (1995) octroie une large place aux épisodes du Watergate vus de l'intérieur de la Maison-Blanche, en reprenant implicitement les thèses selon lesquelles les bandes auraient dévoilé le langage grossier du président et contenaient des références à des opérations occultes de la CIA. Nixon est joué par Anthony Hopkins.
- Frost/Nixon, l'heure de vérité (2008) de Ron Howard décrit le face-à-face entre Richard Nixon et l'animateur britannique David Frost, qui réalise une série d'entretiens en 1977 avec le 37e président des États-Unis, lors desquels ce dernier admet finalement le caractère immoral de ses actions, mais déclare que, quoi que fasse le président, cela est légal.
- Pentagon Papers (2017) se termine sur la scène finale d'une intrusion de nuit dans l'immeuble du Watergate.
- The Secret Man: Mark Felt (2017) raconte les pressions exercées par le pouvoir sur le FBI et s'intéresse précisément à Mark Felt, joué par Liam Neeson.

#### Télévision

##### Série
- 2022 :
  - Gaslit de Robbie Pickering ; centrée sur Martha Mitchell et son mari John N. Mitchell, procureur général durant la présidence de Richard Nixon.
  - White House Plumbers d'Alex Gregory et Peter Huyck.

### Musique
- Le 29 juin 2023, le rappeur français Zeu sort un album nommé Watergate se classant dans les catégories rap et Hip-hop[194],[195].
- Une année plus tard, il sort la suite de son album Watergate avec Watergate Scandal[196],[197].

### Littérature

#### Bande dessinée
- Le Tome 20 La porte de l'eau de L'Histoire secrète se conclut avec le cambriolage raté du Watergate.

#### Roman
- Dans Un dieu dans la poitrine, écrit par Philippe Krhajac et publié en 2019 chez Gallimard, figure un chapitre intitulé « Le Watergate ». L'auteur fait référence à ce scandale politique pour relier la petite histoire de son personnage à la grande histoire de l'humanité[198].

### Expression
- « Une fois le dentifrice sorti du tube, il sera très difficile de l'y faire entrer à nouveau » restera associée à l'échange téléphonique qu'eurent H. R. Haldeman et John Dean, le 8 avril 1973[199],[200].

#### Journalisme «gonzo»
Un reporter, « l'inventeur » du journalisme gonzo Hunter S. Thompson, qui ne cache pas son mépris envers Nixon et ses hommes, qualifiés tantôt de maquereaux, de fascistes ou d'incapables, donne une analyse décalée et non moins passionnée des auditions du Watergate pour le magazine Rolling Stone. Toutefois, l'affaire du Watergate ne correspondait pas à son style de reportage, car « il était inutile de chercher l'histoire, elle prenait soin d'elle-même, elle se déployait au long d'heures entières de témoignages desséchés ». Thompson se contente donc de donner son opinion, avec son style singulier :
« Il me faut reconnaître que j'éprouve une vague sympathie irrationnelle pour le salopard. Non le président, petite brute brisée qui nous sacrifierait tous pour sauver sa peau — s'il en avait encore le choix —, mais le genre de sympathie que je pourrais ressentir, sur le coup, pour un défenseur féroce et arrogant dont la longue carrière connaît une fin brutale, par un dimanche après-midi, quand un petit nouveau lui brise les deux genoux lors d'un blocage à fond les potards. »
Ces articles ont été rassemblés dans le second volume de La Grande Chasse au requin : Le Nouveau Testament Gonzo (réédité sous le nom Dernier Tango à las Vegas).

#### Postérité du suffixe «gate»
Cette affaire a été à ce point marquante qu'à la suite de ce scandale, les médias américains ont pris l'habitude d'utiliser le suffixe « -gate » (qui signifie « portail » en anglais) pour désigner des affaires d'État, ou d'autres scandales politico-financiers, par exemple l'Irangate (vente d'armes à l'Iran pour financer les Contras au Nicaragua), ou le Monicagate. Cette habitude est également parvenue en France où une affaire des ventes d'armes à l'Angola a été nommée « Angolagate » (terme créé par Le Monde en janvier 2001). Cette habitude sémantique s'est propagée dans des rubriques très hétéroclites, à propos d'affaires n'ayant en commun que la médiatisation du scandale. On peut également citer le Plamegate, le Coingate, le Crashgate, le Nipplegate, le Climategate, le Foreclosuregate, le Rubygate, le Cablegate, l'Antennagate (concernant l'IPhone 4), l'Ukraine-gate, le Penelopegate, le Fillongate, le Tweetgate, le Partygate (Boris Johnson qui viola les règles du confinement sanitaire) ou le Qatargate.
Un autre terme lexical de l'affaire du Watergate a été repris en France par Le Canard enchaîné, lorsque des agents de la DST ont tenté, en 1973, de poser des micros dans la rédaction du journal satirique. Cette affaire est passée à la postérité sous le nom de l'affaire des plombiers ou « Watergaffe ».

## Documentaires
- 2003 : Watergate Story réalisé par Adila Bennedjaï-Zou et Joseph Confavreux.
- 2018 : Watergate réalisé par Charles H. Ferguson.
- 2020 : Watergate : les dessous du scandale de Carmen Garcia Durazo
- 2024 : C'est un vrai complot ! épisode Le scandale du Watergate de Jeremie Schellaert.

#### Journalistes et historiens
- (en) Dale Anderson, Watergate : Scandal in the White House, Minneapolis, Compass Point Books, 2006, 96 p. (ISBN 978-0-7565-2010-6, lire en ligne)
- (en) Carl Bernstein et Bob Woodward, All the président's men, New York, Simon & Schuster, 1974, 349 p. (ISBN 978-0-7043-1140-4)
- Carl Bernstein et Bob Woodward, Les fous du président, Paris, Gallimard, 2005, 509 p. (ISBN 978-2-07-032020-2)
- (en) Tian-jia Dong, Understanding power through Watergate : The Washington Collective Power Dynamics, Lanham, University Press of America, 2005, 174 p. (ISBN 978-0-7618-3153-2)
- (en) Mark Felt, A G-mans's Life : The FBI, Being "Deep Throat" and the Struggle for Honor in Washington, New York, PublicAffairs, 2006, 376 p. (ISBN 978-1-58648-377-7)
- (en) Michael A. Genovese, The Watergate Crisis, Westport, Greenwood Press, 1999, 197 p. (ISBN 978-0-313-29878-3, lire en ligne)
- (en) Martin S. Goldman, Richard M. Nixon : The Complex President, New York, Facts on File, 1997, 160 p. (ISBN 978-0-8160-3397-3)
- (en) Mitchell K. Hall, Historical Dictionary of the Nixon-Ford Era, Lanham, Scarecrow Press, 2008, 320 p. (ISBN 978-0-8108-5628-8)
- (en) Glenn P. Hastedt, Spies, Wiretaps, and Secret Operations : An Encyclopedia of American Espionage, Santa Barbara, CA, ABC-CLIO, 2010, 900 p. (ISBN 978-1-85109-807-1, lire en ligne)
- (en) David Hosansky, Eyewitness to Watergate : A Documentary History for Students, Washington, CQ Press, 2006, 326 p. (ISBN 978-0-87289-416-7)
- André Kaspi, Le Watergate, 1972-1974, Bruxelles, Éditions Complexe, 1983, 179 p. (ISBN 978-2-87027-108-7)
- (en) Stanley I. Kutler, The Wars of Watergate : The Last Crisis of Richard Nixon, New York, Knopf, 1990, 733 p. (ISBN 978-0-394-56234-6)
- (en) Stanley I. Kutler, Abuse of Power, New York, Simon & Schuster, 1999, 704 p. (ISBN 978-0-684-86489-1, lire en ligne)
- Mary McCarthy, Watergate : La tragédie de l'Amérique, Paris, Gallimard, 1974, 199 p. (ISBN 978-2-07-029072-7)
- (en) Debra A. Miller, Living Through Watergate, Farmington Hills, Greenhaven Press, 2006, 164 p. (ISBN 978-0-7377-2917-7)
- Claude Moisy, Nixon et le Watergate : La chute d'un président, Paris, Hachette, 1994, 373 p. (ISBN 978-2-01-235141-7)
- (en) William Safire, Before the fall : An inside view of the pre-Watergate White House, Piscataway, Transaction Publishers, 2005, 704 p. (ISBN 978-1-4128-0466-0)
- (en) Melvin Small, The Presidency of Richard Nixon, Lawrence, University Press of Kansas, 2003, 408 p. (ISBN 978-0-7006-1255-0)
- Nina Sutton, Watergate Story, Paris, Stock, 1974, 366 p. (ISBN 978-2-234-00143-5)
- Hunter S. Thompson, Le Nouveau Testament Gonzo, Paris, 10/18, 1994, 541 p. (ISBN 978-2-264-02217-2)
- Bob Woodward, Gorge profonde : La véritable histoire de l'homme du Watergate, Paris, Denoël, 2005, 255 p. (ISBN 978-2-207-25781-4)
- Bob Woodward (trad. de l'anglais), Gorge profonde : La véritable histoire de l'homme du Watergate, Paris, Folio, 2007, 264 p. (ISBN 978-2-07-034181-8)

#### Acteurs de l'affaire
- (en) John Dean, Blind Ambition, New York, Simon & Schuster, 1976, 416 p. (ISBN 978-0-671-22438-7)
- (en) Sam Ervin, The Whole Truth : The Watergate Conspiracy, New York, Random House, 1980, 320 p. (ISBN 978-0-394-48029-9)
- (en) H. R. Haldeman, The Ends of Power, New York, Times Book, 1978, 326 p. (ISBN 978-0-8129-0724-7)
- Richard M. Nixon, Mémoires, Montréal, Stanké, 1978, 799 p. (ISBN 978-0-88566-105-3)